# Великобритания в Первой мировой войне

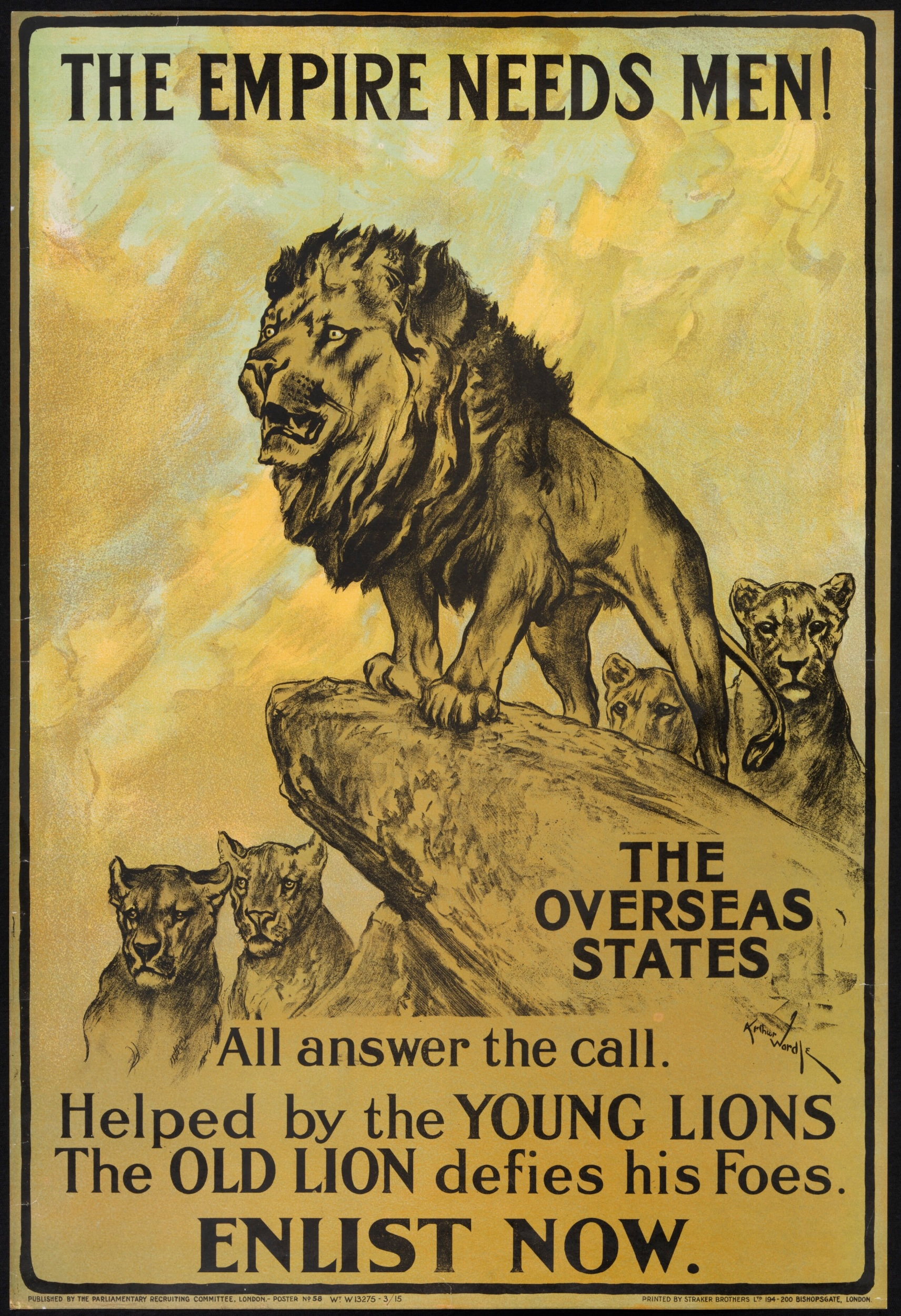
Британский пропагандистский плакат.
«Империи нужны мужчины!
Австралия, Канада, Индия, Новая Зеландия
Все откликнитесь на зов.
Поддерживаемый молодыми львами, старый лев бросает вызов своим врагам.
Записывайтесь на службу сегодня.»

Великобритания прошла Первую мировую войну в составе Антанты; непрерывно развиваясь, страна добилась своей цели, нанеся поражение блоку Центральных держав (Германская империя, Австро-Венгрия, Османская империя и Болгарское царство). В течение войны Британские вооружённые силы претерпели серьёзную реорганизацию, например, были созданы Королевские военно-воздушные силы; численность войск возросла. Впервые в истории страны был проведён принудительный призыв. С началом войны патриотические чувства захлестнули всю страну, социальные барьеры между общественными классами эдвардианской Англии в этот период понизились.
Для достижения победы над врагом пришлось пойти на существенные жертвы. Чтобы предупредить нехватку рабочих рук и дефицит продуктов питания, правительство разработало ряд законов, таких как закон о защите королевства, наделяя тем самым себя дополнительными полномочиями по обеспечению безопасности своих граждан. В процессе войны произошло изменение отношения к ней властей. От первичной политики «бизнес — как обычно» и сохранения довоенного статус-кво при кабинете Герберта Генри Асквита пришлось отказаться в пользу режима тотальной войны (воздействия государства на все сферы общественной жизни) при премьере Дэвиде Ллойде Джордже, что впервые наблюдалось на территории Британии. Британские города впервые стали объектами воздушных бомбардировок.
Боевой дух в обществе поддерживался на довольно высоком уровне, во многом благодаря средствам массовой информации; газеты в военное время процветали. Успешно насаждалась правительственная пропаганда, благодаря работе таких журналистов как Чарльз Мастерман и газетных издателей как лорд Бивербрук. Путём приспособления к демографическим изменениям в рабочей силе, связанные с войной отрасли промышленности быстро росли, и производство увеличилось за счёт найма большого количества людей. Кроме того, впервые началось массовое применение женского труда, что вынудило парламент в 1918 году принять закон, предоставивший право голоса значительному числу женщин.
Во время войны Британская королевская семья во главе с Георгом V разорвала связи со своими германскими родственниками и переменила немецкое наименование своей династии — Саксен-Кобург-Готская — на Виндзорскую. Проблемы, испытываемые страной во время войны, стали препятствием для спасения королевских родственников в России, в том числе, и Николая II. Из-за нехватки продовольствия и эпидемии «испанки», ударившей по стране в 1918 году, возрос уровень смертности. Военные потери превысили 850 000 человек. Также считается, что война усилила рост национального самосознания в Канаде и Австралии, что закончилось, в конечном итоге, распадом Британской империи. Так, и Австралия, и Канада уже тогда предпочитали использовать национальную символику на полях сражений. Однако, с географической точки зрения, империя достигла наивысшего расцвета в результате подписания мирных договоров.

## Правительство

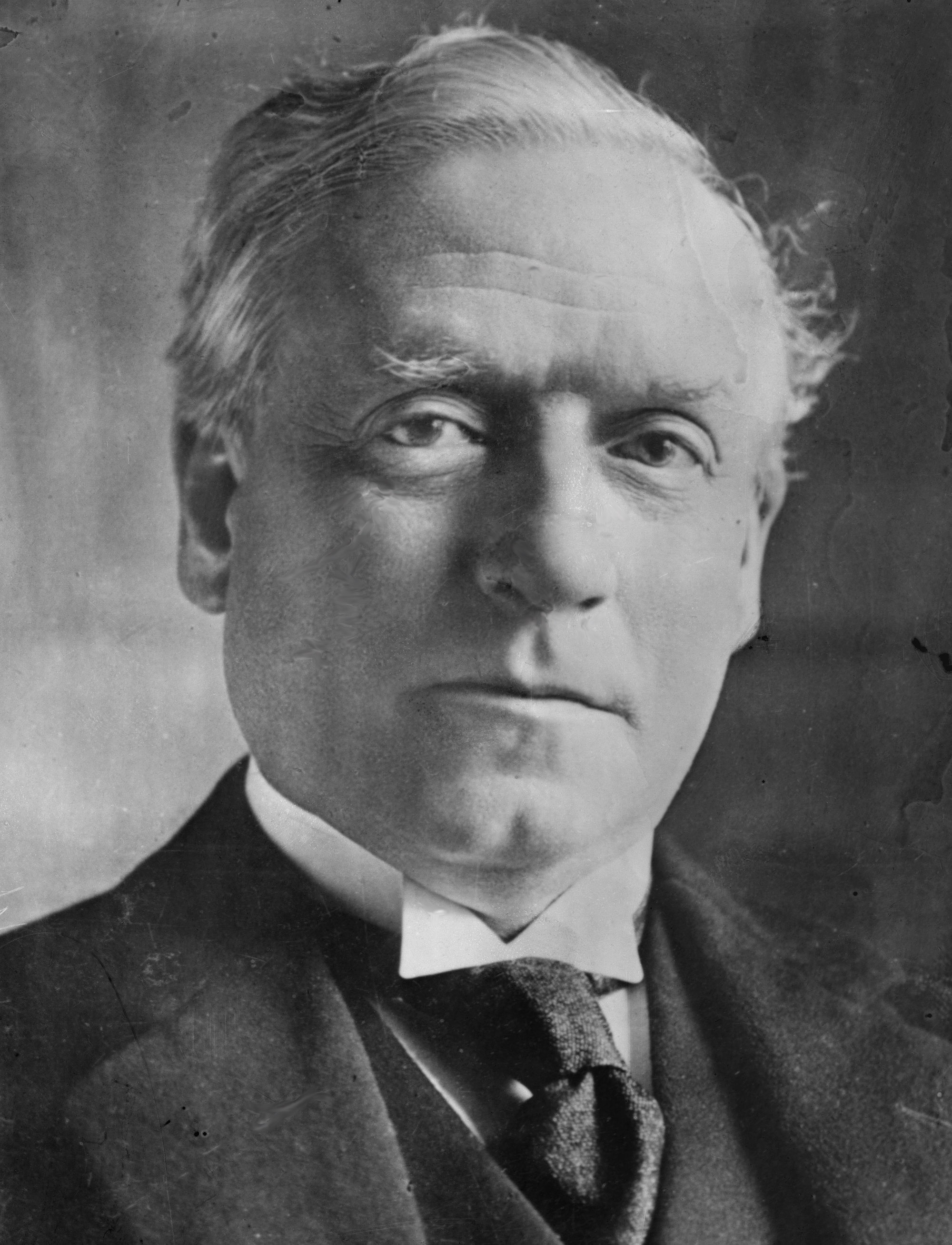
Премьер-министр Великобритании в начале войны Герберт Генри Асквит
(приблизительно в 1915 году)

Великобритания, которую возглавлял премьер-министр от Либеральной партии Герберт Генри Асквит, вступила в Первую мировую войну в 11 часов вечера 4 августа 1914 года. В ответ на немецкие требования к Бельгии предоставить свободный проход войскам к территории Франции и по истечении британского ультиматума, Асквит объявил войну Германской империи. Причины для объявления войны были сложные. По Лондонскому договору 1839 года Соединённое Королевство выступало гарантом нейтралитета и независимости Бельгии на случай вторжения, хотя министерство иностранных дел сделало вывод, что эти обязательства могут быть невыполнены. Другой причиной был «моральный долг» перед Францией — широкомасштабные тайные переговоры между странами длились с 1905 года, хотя большинство членов кабинета Асквита в них посвящено не было вплоть до 1911 года. Отсутствие доказательств того, что война неизбежна, приводило к разногласиям внутри правительственного кабинета даже 31 июля.
К началу войны политический курс правительства Великобритании, сформулированный правящей партией, был против вмешательства государства в частный бизнес, что соответствовало исторической позиции либералов как сторонников принципов правительственного невмешательства. Политику «бизнес — как обычно», как её охарактеризовал Уинстон Черчилль в ноябре 1914 года, пришлось изменить в ходе войны. В мае 1915 года кабинет Асквита был вынужден подать в отставку в связи с кризисом производства артиллерийских снарядов и провальным началом Галлиполийской кампании на Дарданеллах. Не желая идти на досрочные выборы, 25 мая Асквит неохотно дал согласие на формирование нового коалиционного правительства, состоящего из представителей его Либеральной партии и консерваторов.

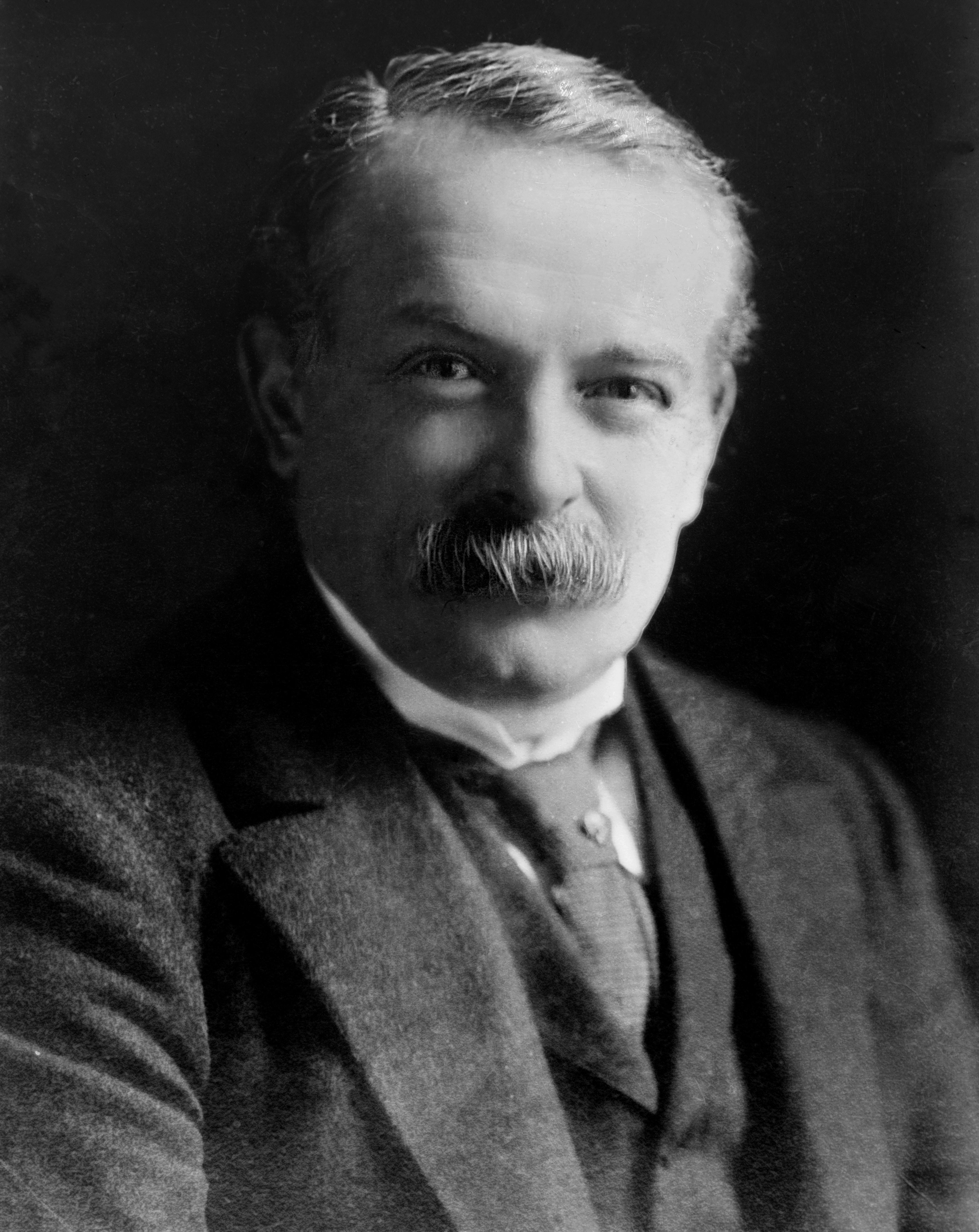
Премьер-министр Великобритании в конце войны Дэвид Ллойд Джордж
(приблизительно, в 1920 году)

Эта коалиция оставалась при власти до 1916 года, когда консерваторы разочаровались в сотрудничестве с Асквитом и поведении либералов, особенно из-за битвы на Сомме. Правительство распалось в результате политических манёвров Эндрю Бонара Лоу (лидера консерваторов), сэра Эдварда Карсона (лидера ольстерских юнионистов) и Дэвида Ллойда Джорджа (тогда ещё военного министра правительства). Лоу не имел достаточной поддержки за пределами своей партии, чтобы создать новую коалицию. С другой стороны, либерал Дэвид Ллойд Джордж, имевший гораздо больше сторонников, смог должным образом сформировать новое коалиционное правительство. Став премьер-министром, Ллойд Джордж собрал кабинет министров, в котором представителей консерваторов было даже больше, чем членов его собственной партии. За первые 235 дней своего существования этот кабинет военного времени собирался 200 раз. Хотя он состоял из значительно меньшего числа министров, чем в правительстве Асквита, кабинет Ллойд Джорджа был организован таким образом, чтобы нести полную ответственность за ход войны. Его создание ознаменовало переход правительственной политики к государству тотальной войны — в котором каждый мужчина, женщина или ребёнок должны выполнять свою роль, помогая фронту. Более того, по закону о защите королевства было решено все рычаги управления военно-экономической деятельностью сконцентрировать под правительственным контролем. Впервые правительство могло реагировать на события оперативно, без бесконечного бюрократического аппарата, сковывающего его действия, обладая современной всесторонней статистикой, в том числе, о состоянии торгового флота и сельского хозяйства. Успех правительства Ллойда Джорджа, среди прочего, связан с нежеланием проведения выборов и практическим отсутствием инакомыслия.
После войны закон о народном представительстве 1918 года предоставил право голоса гораздо более широким слоям общественности: всем взрослым женатым мужчинам старше 21 года и всем замужним женщинам старше 30 лет. В конечном счёте, это способствовало краху либералов и подъёму Лейбористской партии в 1920-х годах. Это стало очевидно на всеобщих выборах 1918 года, когда рейтинг лейбористов резко повысился с 6,4 % в 1910 году до более чем 20 %, за счёт разделения голосов либералов между сторонниками и противниками продолжения деятельности коалиционного правительства.

## Монархия

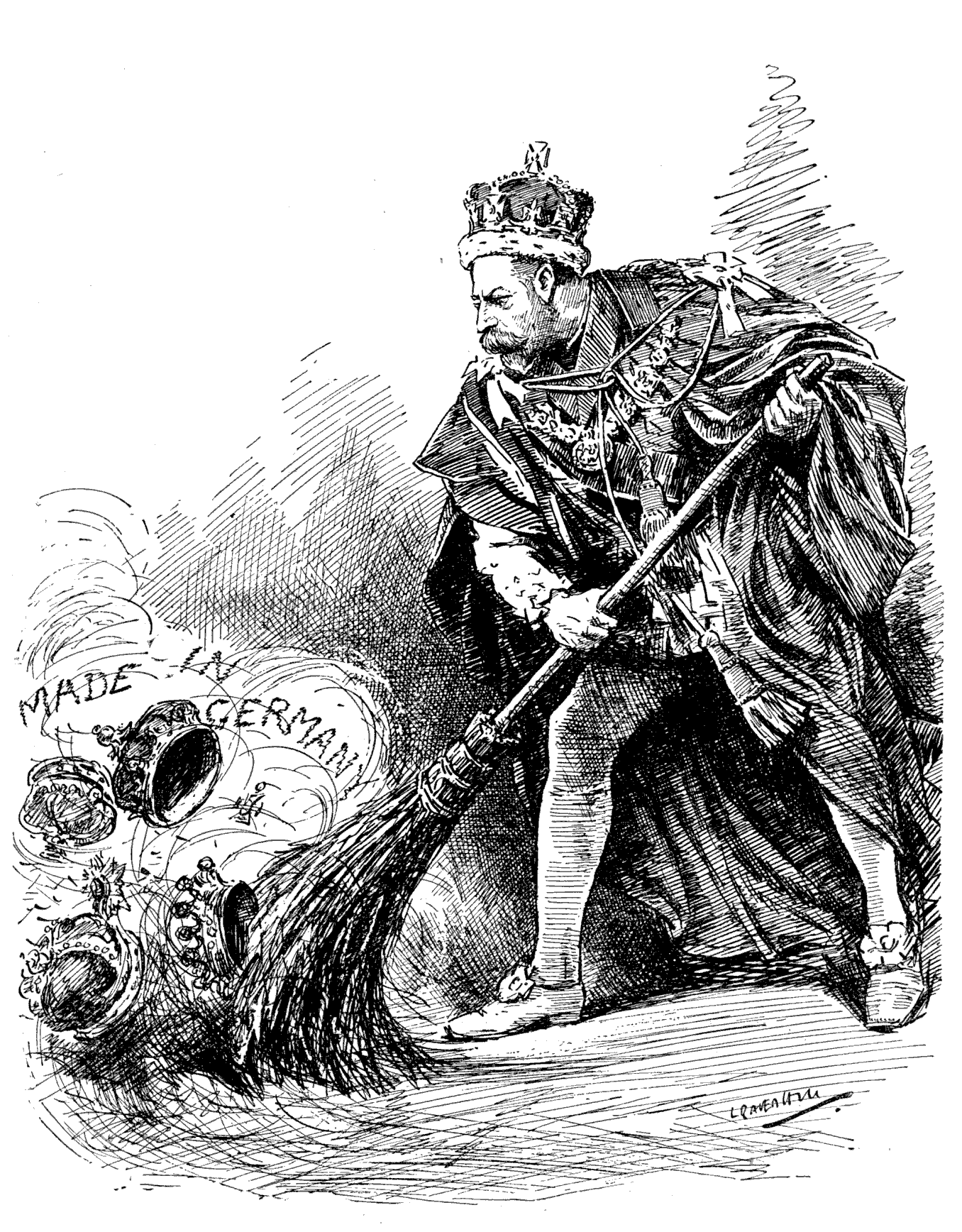
Король Георг V, «выметающий» свои германские титулы
(шарж в журнале «Панч» 1917 года)

Во время Первой мировой войны перед Британским королевским домом встала серьёзная проблема из-за кровных уз с правящей семьёй Германской империи — главного противника Великобритании в войне. До войны Британская королевская семья была известна как Саксен-Кобург-Готская династия. В 1910 году, после смерти своего отца Эдуарда VII, на трон взошёл правивший на протяжении всей войны Георг V. Его двоюродным братом был немецкий кайзер Вильгельм II, олицетворявший для британского общества все ужасы войны. Королева Мария — дочь британки и принца Текского, потомка Королевского Вюртембергского дома. В военный период Герберт Уэллс писал о королевской семье: «чуждый и не вдохновляющий двор», на что Георг V ответил: «я могу не вдохновлять, но будь я проклят, если я чужой».
Идя навстречу желаниям своих патриотически настроенных подданных, 17 июля 1917 года Георг V выпустил особый закон, по которому Британская королевская семья стала именоваться Виндзорской вместо Саксен-Кобург-Готской. Он изменил фамилию на Виндзор всем потомкам королевы Виктории, проживавшим на тот момент на территории Великобритании, за исключением женщин, находившихся в браке за представителями других фамилий и их потомков. Король и его родственники — британские подданные отказались от всех немецких титулов и приняли английские фамилии. Георг в качестве компенсации сделал некоторых из своих родственников мужского пола британскими пэрами. Так, его кузен принц Людвиг Александр Баттенберг в одночасье стал Луисом Александром Маунтбеттеном, 1-м маркизом Милфорд-Хейвен, а шурин короля, герцог Текский, — Адольфом Кембриджем, 1-м маркизом Кембриджским. Другие, например, принцесса Мария Луиза Шлезвиг-Гольштейнская и принцесса Елена Виктория Шлезвиг- Гольштейнская, просто перестали пользоваться своими территориальными обозначениями. Система титулования членов королевской семьи также была упрощена. Члены британской королевской семьи, сражавшиеся на стороне Германии, были исключены из состава семьи; принадлежность их к британским пэрам была приостановлена в 1919 году правительственным декретом, согласно условиям закона об отмене титулов 1917 года.
Развитие ситуации в России прибавило проблем британской монархии. Царь Николай II приходился Георгу V двоюродным братом, их матери были сёстрами, и оба монарха были похожи друг на друга. Когда после Февральской революции 1917 года Николай II отрёкся от престола, британское правительство приготовилось предоставить убежище царю и его семье. Однако ухудшение условий жизни населения и опасения, что революция может прийти и на Британские острова, привели Георга V к мысли, что присутствие Романовых в Великобритании будет негативно воспринято обществом. Документы личного секретаря короля, лорда Стамфордхема, свидетельствуют, что Георг V был против предоставления убежища Романовым, хотя премьер Ллойд Джордж советовал сделать это.
К началу войны будущий Эдуард VIII, тогда ещё принц Уэльский, достиг минимального возраста для участия в боевых действиях и жаждал отправиться на войну. Он поступил на службу в июне 1914 года в гвардейский гренадерский полк. Хотя Эдуард рвался на фронт, государственный военный секретарь лорд Китченер отказался направить его туда, ссылаясь на невосполнимую утрату, которую понесло бы королевство, если бы наследника трона захватили в плен. Несмотря на это, Эдуард своими глазами видел окопную войну и старался появляться на фронте настолько часто, насколько это было возможно. За это его в 1916 году наградили Военным крестом. Его, пусть и небольшая, роль в войне сделала Эдуарда популярным среди ветеранов Первой мировой.
Принц Альберт, на тот момент герцог Йоркский, а в будущем король Георг VI, 15 сентября 1913 года был направлен служить мичманом на королевский флот и год спустя принял участие в Первой мировой войне. В качестве башенного офицера на дредноуте «Коллингвуд» он воевал против немецкого флота в Ютландском сражении, но далее не принимал участия в боевых действиях, большей частью, по состоянию здоровья.
Принцесса Мария Виндзорская, единственная дочь короля, вместе с матерью посещала госпитали и социальные учреждения, оказывая помощь в проектах по поддержке британских военнослужащих и помощи их семьям. Одним из таких проектов стал «Фонд рождественских подарков» принцессы, с помощью которого всем британским солдатам и матросам на Рождество 1914 года были присланы подарки на общую сумму 162 000 фунтов стерлингов. Мария приняла активное участие в популяризации движения девочек-скаутов (Girl Guide), Добровольческих подразделений помощи (Voluntary Aid Detachment, VAD), Женской земледельческой армии (Women’s Land Army). В 1918 году она окончила курсы медсестёр и стала работать в больнице «Грейт Ормонд Стрит».

## Закон о защите королевства
Закон о защите королевства был принят 8 августа 1914 года, в первые дни войны, но в течение следующих месяцев его положения расширялись. Закон дал широкие полномочия британскому правительству, например, возможность реквизиции зданий и земель, необходимых для военных нужд. Во время войны гражданам Британии, в числе всего прочего, запрещалось беспричинное пребывание под железнодорожными мостами, осуществление фотосъёмки либо зарисовки объектов военного значения, кормление диких животных и обсуждение военных и военно-морских тем. Также было введено Британское летнее время. Алкогольные напитки должны были разбавляться, время закрытия пабов сдвинулось с 00:30 ночи на 10 часов вечера. С августа 1916 года в Лондоне запрещалось подзывать свистом кэбы с 10 вечера до 7 утра. Такие меры подвергались критике и за их тяжесть, и за использование смертной казни как меры устрашения — хотя перечисленные деяния сами по себе не карались смертью, по положениям закона нарушители передавались в военный трибунал, который имел право приговорить к смертной казни.

## Проявление антигерманских настроений

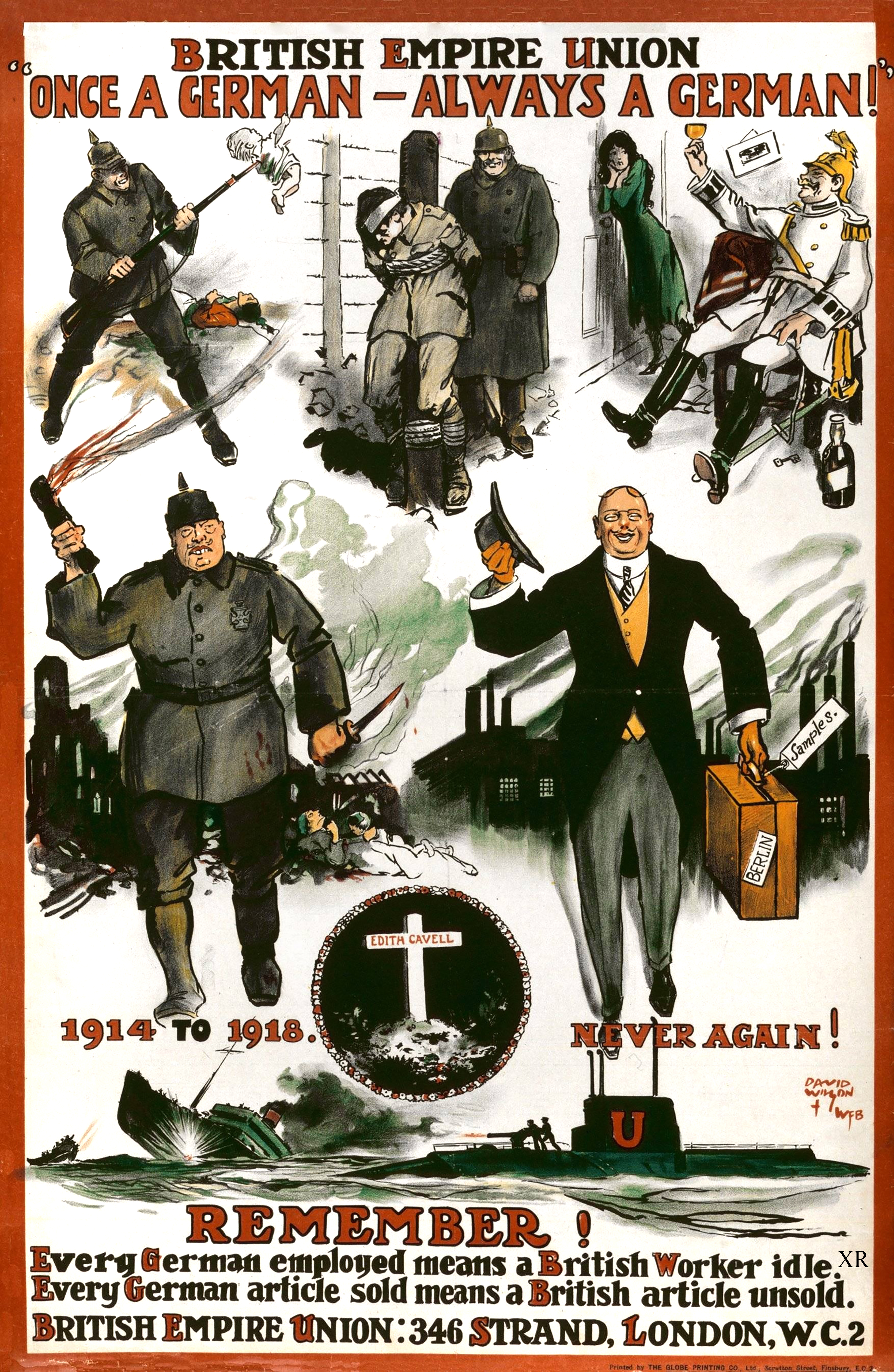
Пример антигерманской пропаганды.
Британский постер гласит:
«Однажды немец — всегда немец!
Помни!
Каждый трудоустроенный немец — это безработный британец.
Любой купленный немецкий товар — это непроданный британский товар»

Согласно переписи населения 1911 года в Великобритании проживало 53 323 человека немецкой национальности. Свыше половины из их числа — более 27 тысяч — проживало в столице и её окрестностях.
По мере эскалации конфликта отношение британцев к местным немцам становилось всё более неприязненным. Такие настроения подпитывались и подогревались государственными органами пропаганды. 5 августа 1914 года, на следующий день после объявления войны, в палату общин поступил закон об ограничениях для иностранцев, запрещавший иностранцам враждебных держав въезжать и покидать страну без особого разрешения. Все немцы, находившиеся в тот момент на территории Британии, должны были немедленно стать на учёт в ближайшем отделении полиции.
Список ограничений для данных этнических групп также включал в себя запрет на владение или хранение огнестрельного оружия, фототехники, средств коммуникации, в том числе и домашних голубей. Следующими нормативными актами, направленными против Германии, стала группа законов о торговле с враждебными государствами, издававшихся в течение всей войны и ужесточавших положение представительств немецких предприятий и предприятий британских немцев. Наиболее жёстким постановлением из этого ряда стал закон от 27 января 1916 года. Согласно ему экспертная комиссия министерства торговли наделялась правами принимать решение о ликвидации предприятий, а их собственность конфисковать. К марту 1918 года комиссией было рассмотрено 960 дел, в 507 случаях было принято решение о закрытии организаций. Это касалось как британских отделений крупных корпораций (к примеру, Siemens) с многомиллионными оборотами, так и мелких швейных мастерских.
Наряду с вышеописанными действиями британская законодательная система активно проводила политику интернирования и депортации немецкого населения. В первые месяцы войны власти ещё не выработали определённый план действий в отношении лиц, подлежащих заключению или высылке из страны. Подданных вражеских государств и собственных граждан неблагонадёжных национальностей то арестовывали, то отпускали вновь. Считалось, что безусловному заключению в лагеря подлежали мужчины призывного возраста, всем остальным угрожала депортация.
7 мая 1915 года британское общество всколыхнуло известие о потоплении германской подлодкой пассажирского лайнера «Лузитания». Лондонские улицы заполнились тысячами манифестантов, призывающих ко всеобщему интернированию немцев. Наконец, 13 мая премьер-министр Асквит сообщил палате общин о принудительном переселении в лагеря всех мужчин призывного возраста, от 17 до 55 лет. Немецких женщин ожидала депортация. Лица германской национальности, рождённые в Великобритании, оставались на свободе, но только до тех пор, пока не нарушали общественный порядок.
Таким образом, к ноябрю 1915 года общее количество интернированных составило 32 440 человек (включая австрийцев). Летом 1916 года 22 тысячи интернированных были отпущены на свободу. Из них 10 тысяч составляли женщины, остальные были людьми преклонного возраста, долгое время проживавшими на территории Соединённого Королевства и негодными к строевой службе. В период с мая 1915 по июнь 1916 года страну покинули около десяти тысяч репатриантов, мужчины непризывного возраста, женщины и дети. Многие уезжали добровольно. Из числа интернированных к концу войны из Великобритании смогли выехать только 6840 человек.
Лагеря для интернированных размещались, преимущественно, в прибрежных городах, таких как Райд, Госпорт и Саутенд. Лондонский лагерь располагался в Александра-палас и прилегающем парке. В нём одновременно пребывало до 3 тысяч британских немцев и подданных враждебных держав. Самым крупным местом концентрации интернированных был остров Мэн, где содержалось около 23 тысяч человек. К моменту подписания перемирия в британских лагерях находилось 24 255 заключённых. В общей сложности, британская немецкая община, которая до войны насчитывала около 57 тысяч человек, сократилась к 1919 году до 22 254.
Тем не менее, наиболее грозными проявлениями антигерманских настроений в британском обществе стали массовые беспорядки. Самые значительные вспышки насилия случились в августе и октябре 1914 года, в мае 1915, в июне 1916 и в июле 1917 годов. Первый августовский стихийный всплеск насилия вылился в нападения на магазины, принадлежавшие немцам, в восточном Лондоне. В октябре 1914 года беспорядки охватили южные окраины столицы и район Дептфорд, куда недавно прибыли восемьсот бельгийских беженцев.
Самая крупная волна бесчинств прокатилась по стране в мае 1915 года в ответ на потопление лайнера «Лузитания». Беспорядки, в которых приняли участие многие тысячи участников, начались 8 мая в Ливерпуле и длились три дня. Более полутысячи магазинов было разгромлено, общий ущерб составил как минимум 40 тысяч фунтов стерлингов. Волнения, принявшие общенациональный характер, продолжились в Манчестере, Ньюкасле, Шеффилде, Ротерхэме и многих других городах Британии. Самые разрушительные погромы произошли в Лондоне, где было повреждено, либо разрушено около двух тысяч объектов частной собственности, на общую сумму около 200 000 £. 866 человек было арестовано.
После беспорядков мая 1915 года последующие вспышки насилия были менее существенны. Большинство немецких магазинов уже было разгромлено, и совсем малое число этнических немцев оставалось на свободе. Июньский бунт 1916 года был реакцией на гибель популярного в народе военного секретаря лорда Китченера. Его внезапная смерть стала причиной многочисленных теорий заговора. И, наконец, последний всплеск акций протеста последовал в лондонских окраинах за авианалётом в июле 1917 года, в результате которого погибло 57 человек и 193 было ранено.
Одним из самых экзотических проявлений германофобии стало официальное переименование крупнейшей британской кинологической организацией Кеннел-клуб породы немецкая овчарка в восточно-европейскую овчарку или эльзасскую овчарку (с точки зрения англичан, Эльзас являлся частью Франции). Реставрация исконного названия породы в Британии состоялось только в 1977 году.

## Вооружённые силы Великобритании

### Британская армия

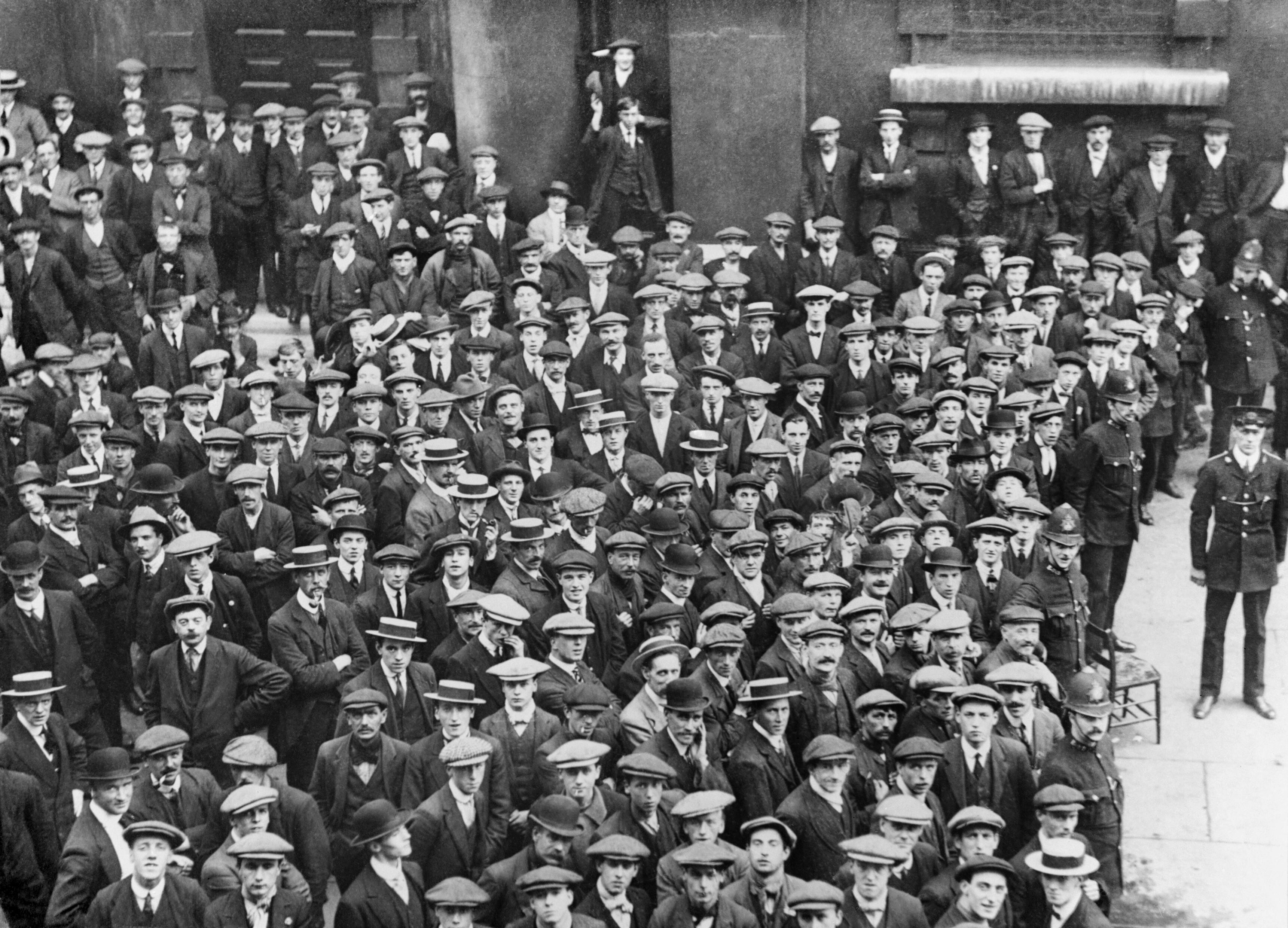
Август 1914: Лондонские добровольцы в ожидании выплаты жалования у Сент-Мартин-ин-зе-Филдс

По сравнению с армиями остальных основных европейских держав, Британская армия в годы Первой мировой войны была небольшой. К 1914 году Британия имела скромные вооружённые силы, состоявшие из 400 000 солдат-добровольцев, преимущественно жителей городов. Почти половина из них несла гарнизонную службу за пределами Британских островов, в гарнизонах, расположенных во всех частях Британской империи. В августе 1914 года 74 из 157 пехотных батальонов и 12 из 31 кавалерийского полка были расквартированы за границей. Эта цифра включала Регулярную армию и резервистов Территориальных сил. Из этих войск был сформирован Британский экспедиционный корпус, который был направлен во Францию и воины которого получили прозвище «Презренные старики». Считается, что это прозвище им дал Вильгельм II в приказе от 19 августа 1914 года: «истребить…вероломных англичан и без труда разбить презренную маленькую армию генерала Френча». Добровольцев, ушедших на войну в 1914—1915 годах, назвали «армией Китченера». Им было уготовано вступить в бой в битве на Сомме. В январе 1916 года была введена всеобщая воинская повинность, и к концу 1918 года армия достигла максимального размера — 4 миллиона человек. Британский кавалерийский корпус в Европе к концу 1916 г. насчитывал 46 полков.

### Королевский флот

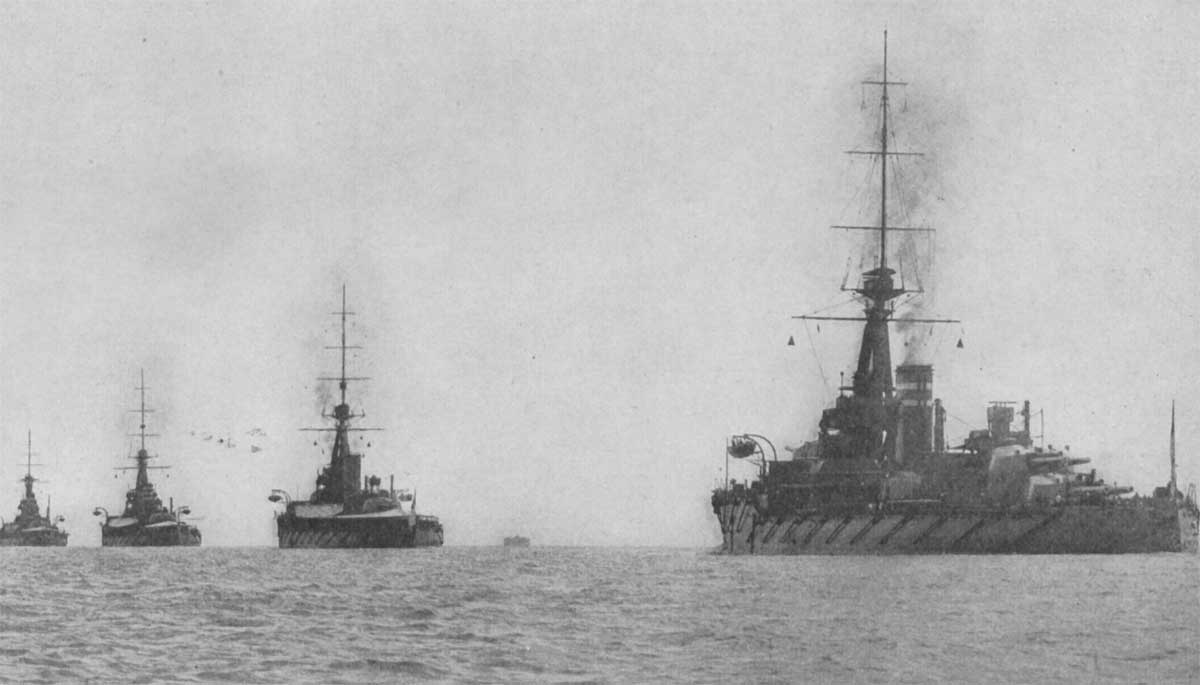
Корабли 2-й эскадры линкоров Гранд-Флита

В начале войны Королевский военно-морской флот был крупнейшим в мире, в основном, благодаря закону о морской обороне 1889 года и принципу «двухдержавного стандарта». Этот принцип означал, что морские силы Великобритании должны равняться суммарной мощи двух следующих за ним крупнейших флотов мира (ими в конце XIX века были флоты Франции и царской России).
Основные силы Королевского флота, известные под названием Гранд-Флит, были сконцентрированы в метрополии. Их главной задачей было противостояние немецкому Флоту открытого моря. Но ни в одном из столкновений, самым значительным из которых стало Ютландское сражение, решающее преимущество не было достигнуто. В Ютландском сражении, несмотря на значительное преимущество Гранд-Флита, Флот открытого моря избежал полного разгрома. Несмотря на то, что Гранд-Флит понёс большие потери в сражении, господство британского флота в Северном море сохранилось, а германский флот уже не пытался в дальнейшем проводить крупномасштабных операций. Уроки Ютланда позволили Королевскому флоту повысить свою боеспособность в будущем.
Кроме того, в 1914 году на базе флота была создана 63-я (королевская военно-морская) дивизия. Она была укомплектована резервистами и воевала на Западном и Средиземноморском фронтах. Почти половина всех потерь Королевского флота в Первой мировой войне приходится на эту дивизию, сражавшуюся на суше, а не на море.

### Королевский лётный корпус

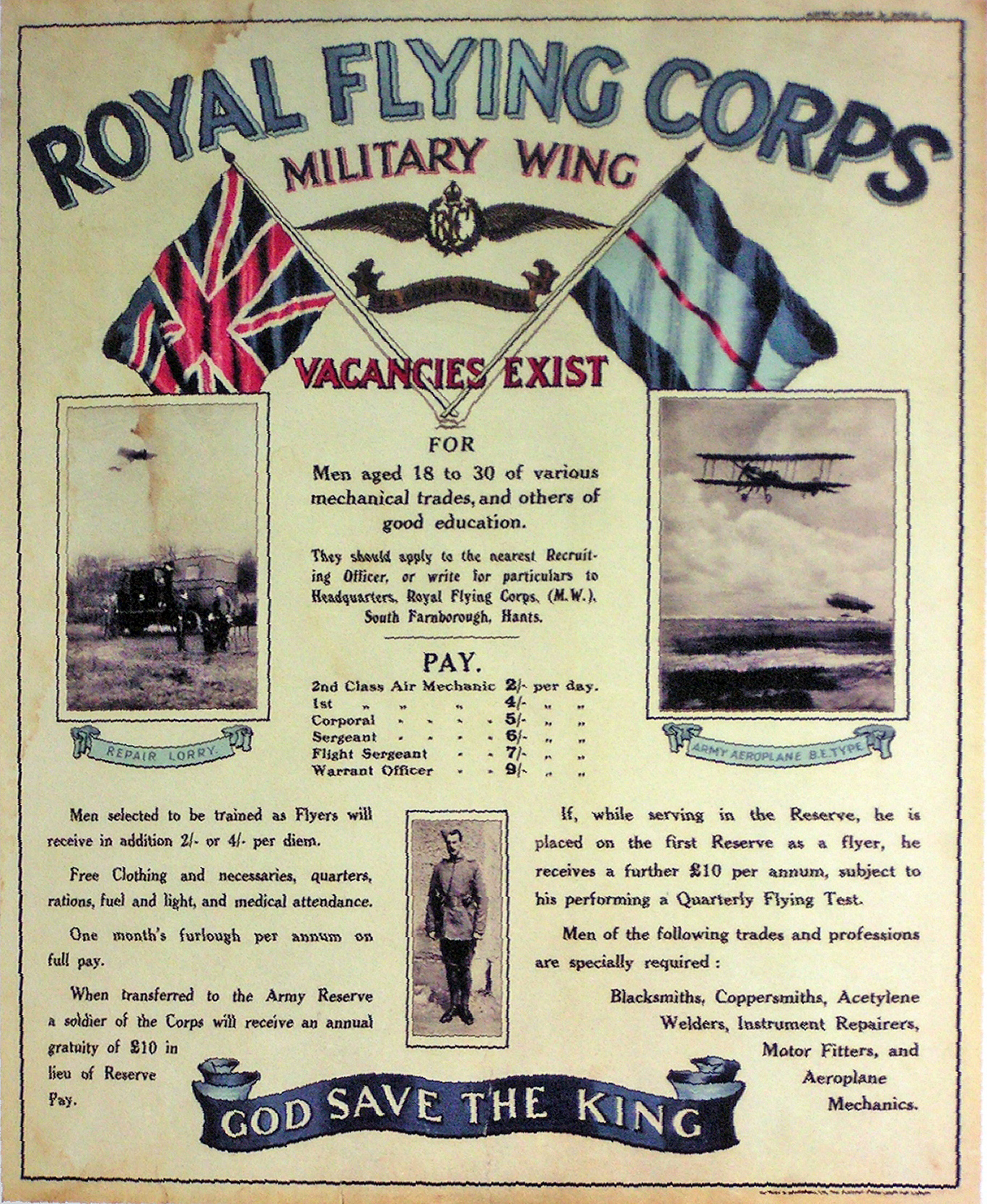
Вербовочный плакат Королевского лётного корпуса

С началом войны Королевский лётный корпус под командованием Дэвида Хендерсона был переведён во Францию, где поначалу, с сентября 1914 года, занимался авиаразведкой. Разведка стала эффективной с введением беспроводных средств связи на самолётах корпуса, что в первый раз проявилось 9 мая 1915 года, в ходе второй битвы при Артуа. Первые попытки аэрофотосъёмки предпринимались с 1914 года, но по-настоящему полезной она стала со следующего года.
В 1915 году Хью Тренчард сменил Хендерсона на посту главнокомандующего Королевским лётным корпусом. С его приходом корпус перешёл к более активным действиям. К 1918 году фотоснимки могли делаться с высоты в 15 000 футов (4600 метров), их расшифровкой занималось 3 000 специалистов. Хотя парашюты использовались до войны, до 1918 года ими самолёты не оснащались.
17 августа 1917 года генерал Ян Смэтс подал военному совету рапорт с оценками будущего военно-воздушных сил. Видя задачу нового рода войск в «опустошении вражеских территорий и широкомасштабном разрушении индустриальных центров и плотно населённых районов», он рекомендовал развивать ВВС страны до уровня армии и флота. Британским ВВС должны были быть переданы персонал и техника Королевской военно-морской авиационной службы (Royal Naval Air Service, RNAS), действовавшей на Западном фронте.
Существование двух разных авиаслужб зачастую приводило к внутренним спорам при распределении самолётов. 1 апреля 1918 года Королевский лётный корпус и Королевская военно-морская авиационная служба были сведены в единую структуру — Королевские военно-воздушные силы Великобритании.

## Вербовка и мобилизация
В силу различных причин, на первых этапах войны множество людей решили записаться добровольцами в ряды вооружённых сил империи, так, на 5 сентября 1914 года их число превысило 225 000 человек. По мере развития боевых действий на количественные показатели вербовки влияло множество факторов, например, деятельность парламентского комитета по комплектованию, распространявшего агитационные плакаты; сокращение возможностей по трудоустройству и даже желание некоторыми избежать повседневной рутины. Особую популярность получили так называемые «приятельские батальоны», комплектовавшиеся из жителей одного региона (к примеру — батальон трамвайной корпорации Глазго). Наибольшая активность на призывных пунктах наблюдалась в Шотландии и Уэльсе, в свою очередь, однако, периодическая политическая напряжённость в Ирландии и Уэльсе пагубно сказывались на показателях вербовки.
Процесс набора новобранцев и резервистов протекал довольно стабильно в 1914 году и начале 1915 года, но резко сократился в последующие годы, особенно после Соммской кампании, жертвами которой стали 500 000 человек. В этой связи в январе 1916 года был объявлен всеобщий призыв, которому подлежали холостые мужчины, а с мая вообще все мужчины от 18 до 41 года. Закон о военной службе в редакциях от января и июня 1916 года определил эту возрастную группу и категорию населения как подлежащую обязательному призыву. На самом деле, нужды многих отраслей промышленности и сельского хозяйства накладывали ограничение на призыв в виде так называемых «резервных профессий». Кроме того, действие закона не распространялось на Ирландию, хотя она являлась частью Соединённого Королевства.

### Кризис призыва 1918 года
В апреле 1918 года в британском парламенте был представлен новый законопроект, предлагавший проведение призыва на территории Ирландии. Хотя он так и не был претворён в жизнь, эффект его обнародования был катастрофическим. Несмотря на то, что к этому моменту в Ирландии было создано значительное количество добровольческих полков, перспектива насильственной мобилизации породила взрыв общественного негодования. Дополнительное раздражение вызывал тот факт, что введение воинской повинности шло вразрез с положениями Гомруля — закона об ирландском самоуправлении. Этот конфликт интересов вызвал возмущение ирландских партий в британском парламенте, они покинули Вестминстер и вернулись на родину для организации акций протеста. 23 апреля 1918 года началась всеобщая забастовка, прекратили работу железные дороги, порты, фабрики, верфи, мельницы, трамвайные депо, театры, предприятия коммунального хозяйства, газеты, магазины и даже государственные оборонные предприятия. Такая реакция впоследствии привела к полному неприятию Гомруля и росту популярности националистической Ирландской партии. На декабрьских выборах в Ирландии победила ещё более радикальная партия Шинн Фейн и вскоре началась война за независимость.

### Отказники
Воинская повинность предоставляла право отказаться от службы в армии по морально-этическим соображениям и поступить в качестве альтернативы на гражданскую службу, либо служить в армии на должности, не связанной с участием в боевых действиях. Для этого необходимо было представить Военному трибуналу веские доводы о причинах своего отказа. Всего было зарегистрировано около 16 500 человек, по большей части из числа квакеров и традиционных пацифистов. 4500 отказников отправились на фермы, где занимались работой национального значения. Ещё 7000 стали носильщиками носилок в армии, где многие отказались подчиняться приказам и были приговорены к тюремному заключению. Всего 6312 отказников было арестовано, 5970 из них было осуждено на различные сроки заключения. 843 человека провели в тюрьме более двух лет, 10 из них скончались в заключении, 17 человек было приговорено к смертной казни (позднее заменённой на пожизненное заключение), 142 отказника получили пожизненный тюремный срок. Кроме того, лица, отказавшиеся от службы в армии и не выполнявшие другие работы, были лишены гражданских прав в течение пяти лет после окончания войны.

## Морские и воздушные рейды
Впервые со времён Наполеоновских войн населению Соединённого Королевства угрожали атаки с моря. Появилась и новая угроза — атаки с воздуха, с цеппелинов и самолётов,.

### Рейд на Ярмут

Британский пропагандистский плакат 1914 года.
«Помни о Скарборо!
Запишись добровольцем прямо сейчас»

В ноябре 1914 года британское побережье подверглось первому нападению, германский флот обстрелял североморский порт Грейт-Ярмут. Поскольку обстрел состоялся в туманную погоду, мешавшую вести прицельный огонь, все снаряды разорвались на пляже, а городу были нанесены незначительные повреждения. Также немецкие корабли предприняли пресечённую британскими эсминцами попытку выставить минное заграждение. Тем не менее, одна британская подводная лодка, пытаясь покинуть гавань, чтобы атаковать корабли противника, подорвалась на мине и затонула. В свою очередь, на обратной дороге один из немецких броненосных крейсеров затонул при столкновении сразу с двумя минами невдалеке от своего порта приписки.

### Рейд на Скарборо, Хартлпул и Уитби
Следующий рейд Флота открытого моря к британским берегам произошёл 16 декабря 1914 года, на этот раз бомбардировке подверглись города Скарборо, Хартлпул и Уитби. Жертвами обстрела стали 137 человек, 593 было ранено, большинство из пострадавших были гражданскими лицами. В результате атаки отношение британского общества к немецкому флоту стало резко отрицательным, поскольку направлена она была против мирного населения. Вместе с тем, Королевский флот критиковали за неспособность предотвратить набег.

### Обстрел Ярмута и Лоустофта
В апреле 1916 года германское боевое соединение, состоявшее из крейсеров и эсминцев, вновь атаковало прибрежные города Ярмут и Лоустофт. Хотя порты этих городов и представляли некоторую военную ценность, основной задачей рейда считалось выманивание британских кораблей охранения для их последующего уничтожения боевым соединением, либо Флотом открытого моря, стоявшим наготове в этом регионе. Результат набега был неоднозначным: присутствовавшие силы королевского флота были слишком малы для отражения вторжения и предполагаемой погони, и немецкие корабли отступили, прежде чем там появились крупные соединения Гранд-Флита.

### Авианалёты

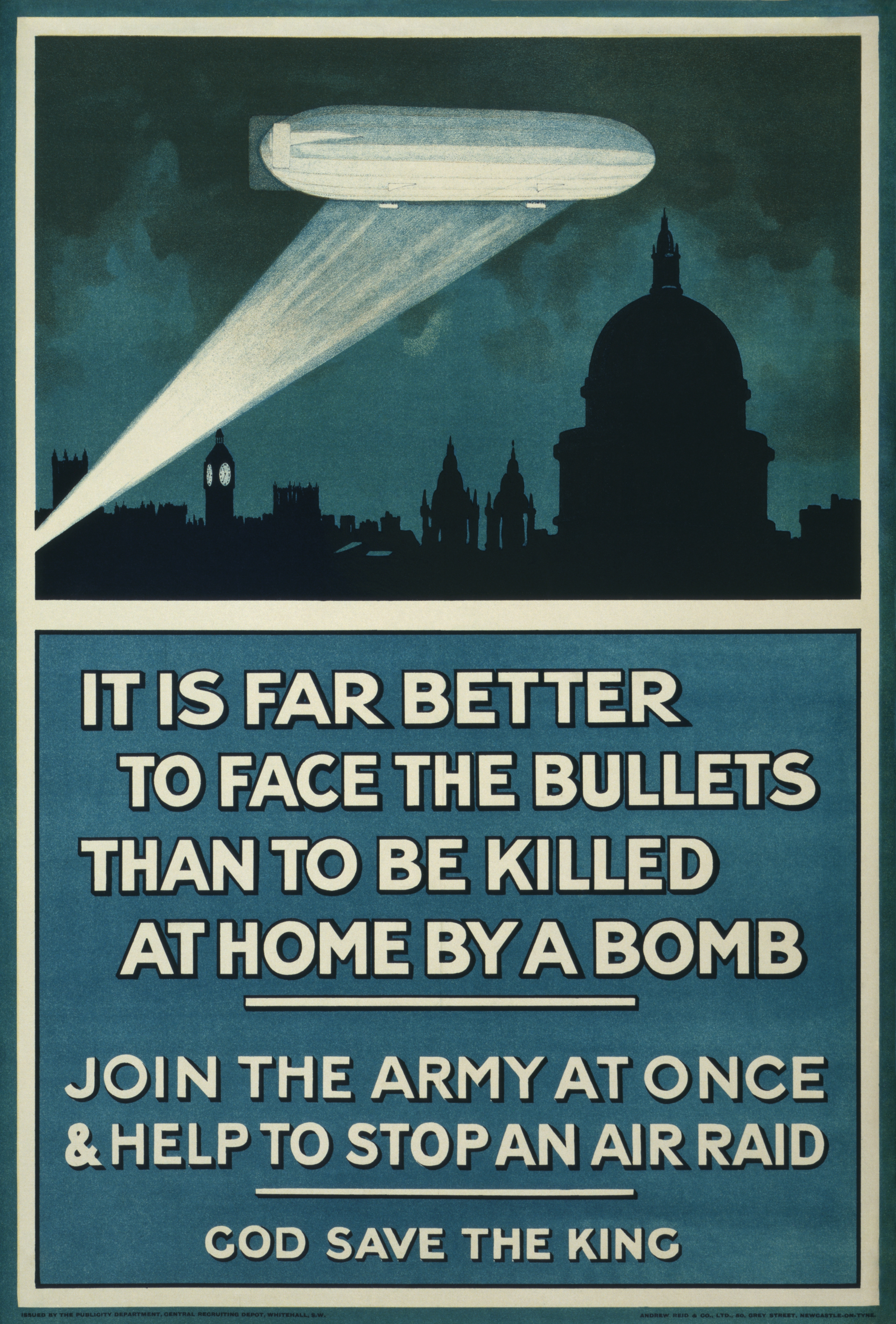
Британский пропагандистский плакат 1915 года.
«Гораздо лучше противостоять пулям,
чем погибнуть у себя дома от бомбы
Вступайте в армию прямо сейчас
и помогите отбить авианалёт
Боже, храни короля.»

Начиная с января 1915 года, немецкие цеппелины периодически наносили бомбовые удары по городам восточного побережья Великобритании. Первый налёт был осуществлён 19 января 1915 года на Грейт-Ярмут, 31 мая была проведена бомбардировка Лондона. Британская пропаганда активно использовала эти налёты, демонизируя образ врага, безнаказанно ночью атакующего мирных жителей. Однако реакция населения была неоднозначна: тогда как около 10 000 человек посетили Скарборо, чтобы увидеть последствия артобстрела города, лондонские театры отмечали падение числа зрителей во время «цеппелиновой погоды» — тёмных безветренных ночей.
На протяжении 1917 года Германская империя увеличила производство самолётов-бомбардировщиков, таких как Gotha G.IV, и стала осуществлять налёты с применением этого вида техники. Первый массированный удар пришёлся 25 мая 1917 года на город Фолкстон, позже рейды самолётов-бомбардировщиков довольно быстро полностью заменили налёты дирижаблей. За всю войну цеппелинами было сброшено 6000 бомб, жертвами которых стали 556 убитых и 1357 раненых.
Вскоре после бомбардировки Фолкстона бомбардировщики атаковали Лондон — дневной налёт 13 июня 1917 года из 14 самолётов Gotha G.IV унёс жизни 162 жителей Ист-Энда. Реагируя на эту новую угрозу, генерал-майор Эдвард Бейли Эшмор разработал усовершенствованную систему обнаружения, управления и оповещения — службу наблюдения метрополии. Изначально её внимание было приковано к столице, позднее сектор обзора был расширен к побережью Кента и Эссекса. Служба наблюдения метрополии сохраняла полную готовность вплоть до конца лета 1918 года. Последняя авиабомбардировка была произведена 19 мая 1918 года.
В ходе войны немцы осуществили 51 налёт при помощи дирижаблей на Великобританию. Ещё 52 бомбардировки провели самолёты, в общей сложности они сбросили 280 тонн бомб. Жертвами этих налётов стали 1413 убитых и 3409 раненых. Успехи британской противовоздушной обороны были весьма скромны: из 397 летательных аппаратов, участвовавших в бомбардировках, было сбито всего 24 самолёта Gotha G.IV (ещё 37 самолётов было потеряно в различного рода инцидентах), при этом считается, что по каждому из вражеских самолётов было выпущено 14 540 патронов. Защита от налётов дирижаблей была более успешна: 17 из них было сбито, ещё 21 потерян из-за разного рода происшествий.

## Средства информации

### Пропаганда

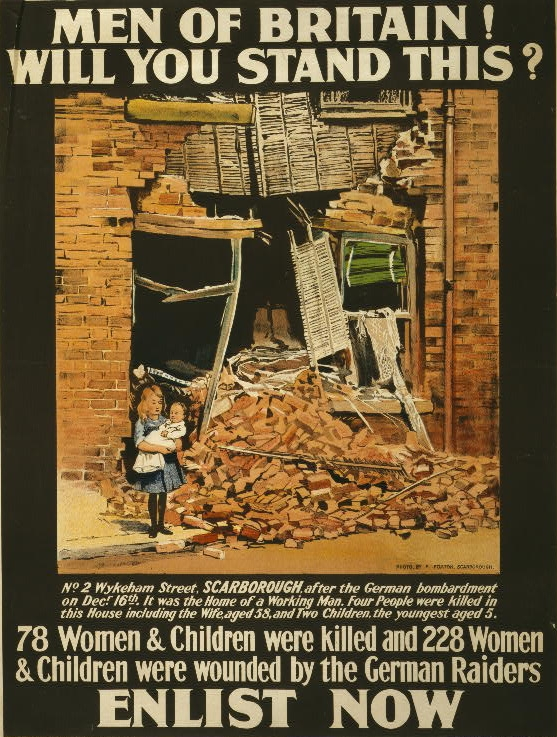
Британский пропагандистский плакат 1915 года, посвящённый обстрелу Скарборо

Пропаганда и цензура были взаимосвязаны в течение войны. Уже в сентябре 1914 года для того, чтобы поддерживать в обществе высокий боевой дух и противостоять немецкой пропаганде, было основано бюро военной пропаганды под руководством Чарльза Мастермана. Под эгидой бюро работали такие выдающиеся писатели как Герберт Уэллс, Артур Конан Дойль, Редьярд Киплинг, а также многочисленные редакторы газет.
К лету 1915 года бюро выпустило более 2,5 миллионов экземпляров книг, записей речей, официальных документов и листовок. Кроме того Мастерман курировал выпуск кинофильмов о войне. Одним из примеров может служить кинолента «The Battle of the Somme», появившаяся на экранах в августе 1916 года, когда сама битва ещё не была закончена. 22 августа 1916 года The Times так описывала киносеанс: «Многочисленная аудитория была возбуждена и заинтересована реалиями войны, представленными ей столь ярко, что женщины порой закрывали глаза, не в силах видеть трагедию цены сражения, изображённую в фильме; мнение, которое, вероятно, разделяют все — весьма разумно, что люди могут взглянуть на то, что делают наши солдаты в Пикардии, за что борются и страдают».

### Газеты

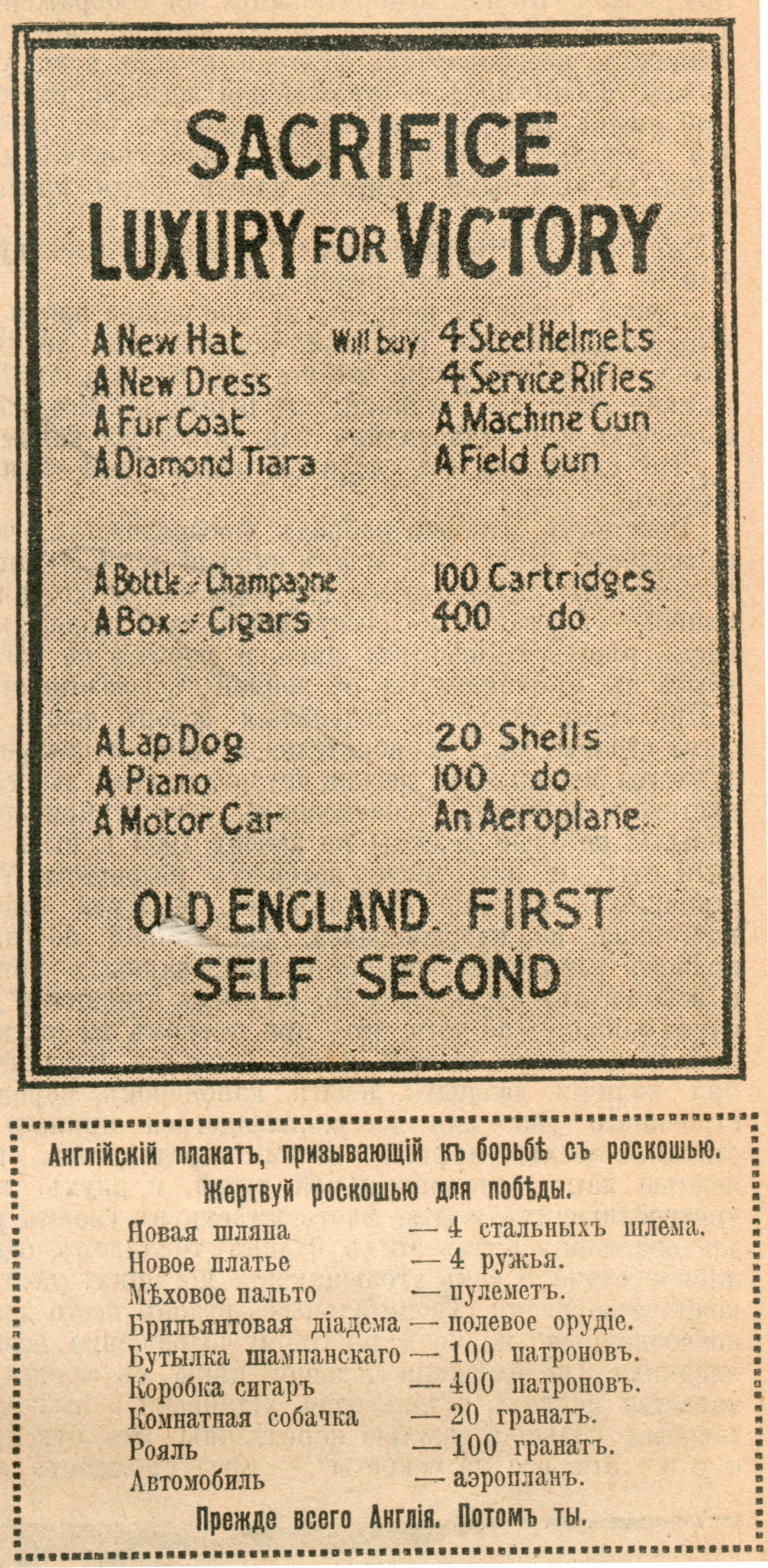
Сначала — Старая Англия. Ты — потом.
Репродукция британского агитационного плаката в российском журнале «Нива» 1916 года

В военное время газеты, как и другие средства массовой информации, подпадали под закон о защите королевства, ограничивавший газетные публикации двумя инструкциями. Инструкция 18 запрещала публиковать секретную информацию о передвижениях войск и флота. Инструкция 27 препятствовала распространению «ложной информации», «данных, могущих пагубно сказаться на показателях призыва», «сведений, подрывавших доверие общества к национальной валюте и банкам», «проявлению нелояльности к Его Величеству». Цензорские функции возлагались на Бюро прессы, которое не обладало официальными полномочиями до апреля 1916 года, а также на владельцев газет и их редакторов, осуществлявших самоцензуру. Газетные магнаты, сотрудничавшие с правительством, такие как виконт Ротемер, барон Бивербрук и виконт Нортклифф, были удостоены дворянских титулов. В этих условиях государственный цензорский аппарат, по большому счёту, был сконцентрирован лишь на контроле и подавлении социалистических журналов и, иногда, правых изданий, например, The Globe. Таким образом, цензура влияла на британскую прессу в меньшей степени, чем сокращение доходов от рекламы и увеличение себестоимости производства в ходе войны. Дополнительной лазейкой от государственной цензуры были парламентские привилегии, позволявшие свободно публиковать всё, о чём говорилось в парламенте страны. Одним из самых печально знаменитых проявлений цензорских действий в начале войны была реакция на потопление линкора «Одейшес» в октябре 1914 года. Тогда было запрещено сообщать в газетах о столь крупной потере, невзирая на тот факт, что свидетелями гибели корабля были многочисленные пассажиры трансатлантического лайнера «Олимпик», и об этом сразу же сообщила американская пресса.
Наиболее популярными печатными изданиями рассматриваемого периода были ежедневные газеты The Times, The Daily Telegraph, The Morning Post, такие еженедельники как The Graphic и John Bull. Потребность британского общества в новостях с полей сражений в значительной мере увеличила газетные тиражи. Так, например, после немецкого рейда на Хартлпул и Скарборо Daily Mail посвятила этому событию сразу три страницы, а Evening News сообщила, что весь тираж The Times в тот день был распродан к 9:15 утра, даже по завышенным ценам. Ежедневный тираж Daily Mail с 800 000 экземпляров в 1914 году вырос до 1,5 миллиона в 1916 году.

### Журналы новостей
Общественная потребность в военных новостях и сведениях частично удовлетворялась также журналами новостей, полностью посвящёнными освещению войны. Такие издания, как The War Illustrated, The Illustrated War News, The War Pictorial, обильно оформлялись фотоснимками и изображениями независимо от своей целевой аудитории. Журналы, в которых публиковались, в числе прочих, Герберт Уэллс, Артур Конан Дойль и Редьярд Киплинг, выпускались для всех слоёв общества, значительно отличаясь по своей цене и наполнению. Смысловое содержание материала также отличалось: в недорогих изданиях основной акцент делался на формировании и поддержке чувства патриотизма в ущерб актуальности новостной ленты с линии фронта. Истории о немецких военных преступлениях публиковались во многих изданиях.

### Музыка
13 августа 1914 года корреспондент газеты Daily Mail Джордж Карнок заметил ирландский полк коннахтских рейнджеров, маршировавших по Булони с песней «Долог путь до Типперери», о чём и написал в репортаже, опубликованном 18 августа 1914 года. Песня была подхвачена другими подразделениями Британской армии. В ноябре 1914 года она была исполнена известной певицей мюзик-холла Флорри Форде, что поспособствовало всемирной популярности композиции. Ещё одной широко распространённой маршевой песней, поддерживавшей высокий моральный дух британцев, стала «Спрячь свои проблемы в свой старый вещмешок».

### Военные поэты
Серьёзный общественный резонанс вызывало творчество военных поэтов, писавших о собственном военном опыте. Некоторые из них погибли во время службы (наиболее яркими представителями этой группы были Руперт Брук, Айзек Розеберг и Уилфред Оуэн), но некоторым (например, Зигфрид Сассун) удалось выжить. Основные поэтические темы включали в себя солдатскую юность и наивность, а также достойное поведение, с которым они боролись и умирали. Наглядным образцом может служить строка «Они пали лицом к врагу» из «Оды поминовения» поэмы Лоуренса Биньона «Павшим», впервые опубликованной в The Times в сентябре 1914 года. Поэтессы военного периода, такие как Вера Бриттейн, творившие в тылу, в своих произведениях оплакивали потерю братьев и возлюбленных, сражавшихся на фронте.

### Изобразительное искусство

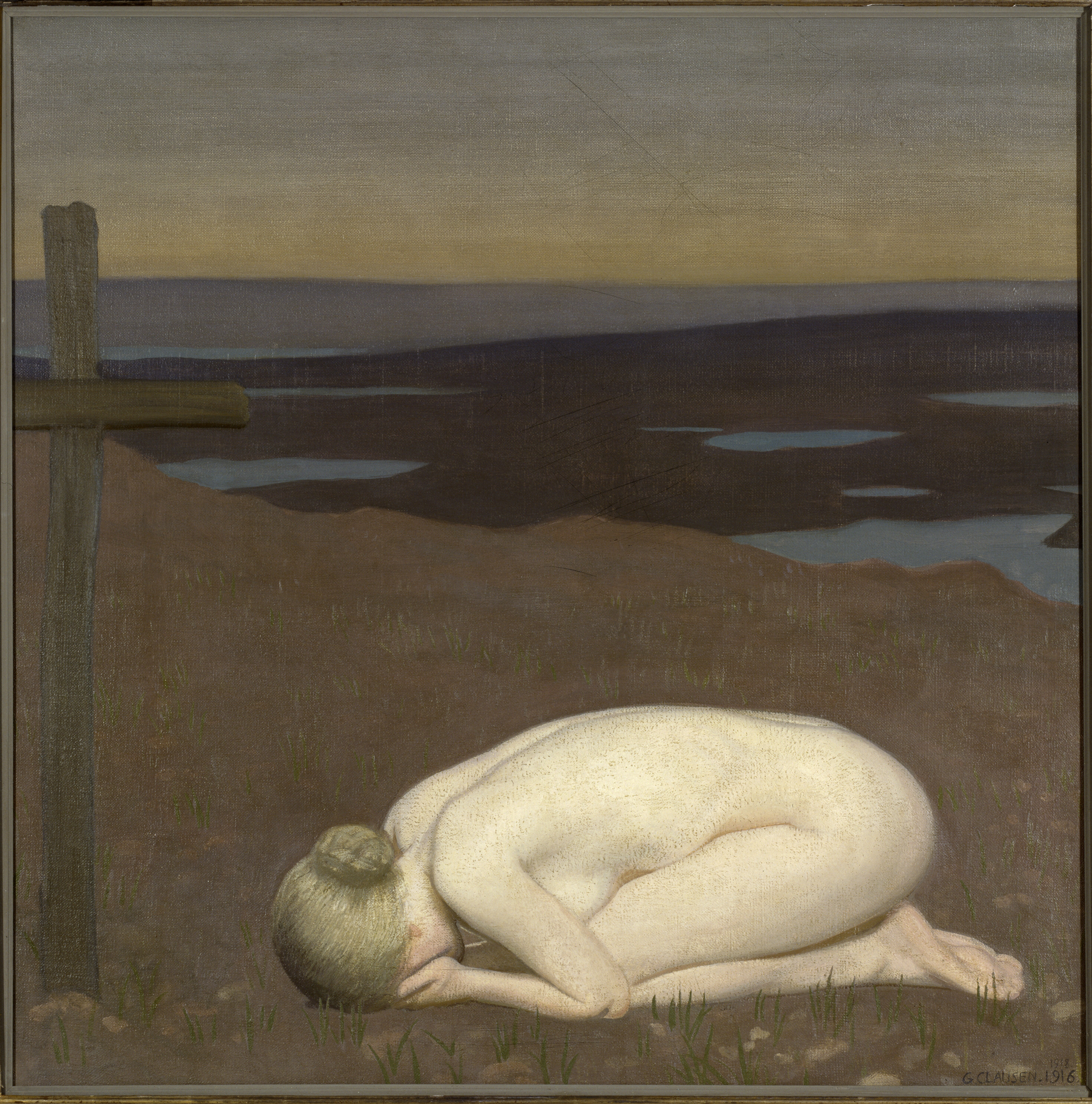
Джордж Клаузен. Рыдающая юность, 1916

События Первой мировой войны отразили художники, такие, как Пол Нэш и Перси Уиндем Льюис, которые прошли окопную жизнь и донесли до современников образы войны, сами будучи её активными участниками. Другое видение Первой мировой войны предложил художник Джордж Клаузен, известный в то время своими картинами из жизни сельской глубинки Англии. В 1916 году ему исполнилось шестьдесят четыре года, он к этому времени уже был академиком живописи. В своей картине «Рыдающая юность» он вернулся к творческой маненре своих ранних картин, созданных под влиянием французских символистов. Полотно показывает горе молодой женщины (младшей дочери Клаузена — Кэтрин Фрэнсис), узнавшей о смерти её жениха во время Первой мировой войны.
Клаузен позже был признан как создатель картин и плакатов на военную тему и принял участие в амбициозном проекте The British War Memorials Committee в 1918 году. Для этого проекта он выполнил грандиозное полотно «Военный завод в арсенале Вулиджа» (1918).

## Уровень потребления

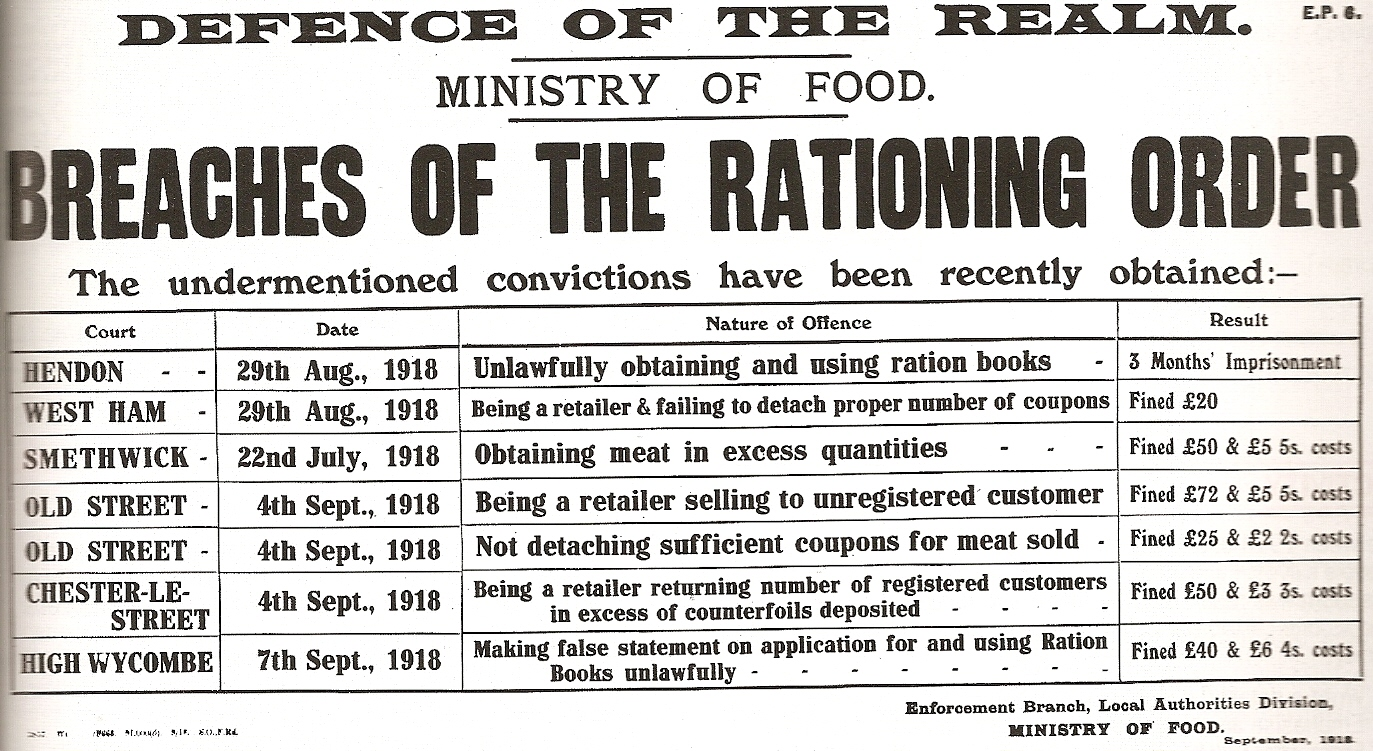
Правительственная листовка времён Первой мировой с перечнем судебных приговоров нарушителям закона о нормировании пищи

В рамках первоначальной политики «бизнес — как обычно», правительство не хотело контролировать торговлю продуктами питания. Оно сопротивлялось попыткам установить минимальные цены на изделия из злаков, но было вынуждено ввести контроль над важными статьями импорта продовольствия (сахар, мясо и различные виды зерна). Когда контроль был всё же введён, он носил ограниченный характер. В 1916 году стало незаконным заказывать более двух блюд на ланч в местах общественного питания и более трёх — на ужин; вводились штрафы для тех, кто кормил голубей или бездомных животных.
В 1916 году Германская империя развернула неограниченную подводную войну, топя корабли союзников, а позже и корабли нейтральных государств, перевозившие продовольствие. Тем самым была предпринята попытка организовать на территории Британии голод. Одним из ответов на такую угрозу стало введение в феврале 1917 года системы добровольного нормирования продуктов питания, поддержанной лично королём и королевой. С сентября производство хлеба было субсидировано. По инициативе местных властей, в период с декабря 1917 по февраль 1918 года, в разных районах страны был введён режим принудительного нормирования, поскольку к этому моменту запасов пшеницы на элеваторах страны хватало только на шесть недель. Некоторые исследователи полагают, что эти мероприятия, в целом, благоприятно сказались на здоровье нации, поскольку они регулировали потребление необходимых продуктов. С 15 июля 1918 года в обиходе появились продовольственные книжки на масло, маргарин, сало, мясо и сахар.
За время войны среднее энергетическая ценность потребляемой пищи в калориях уменьшилось только на три процента, но потребление белка сократилось на шесть процентов.

## Промышленность

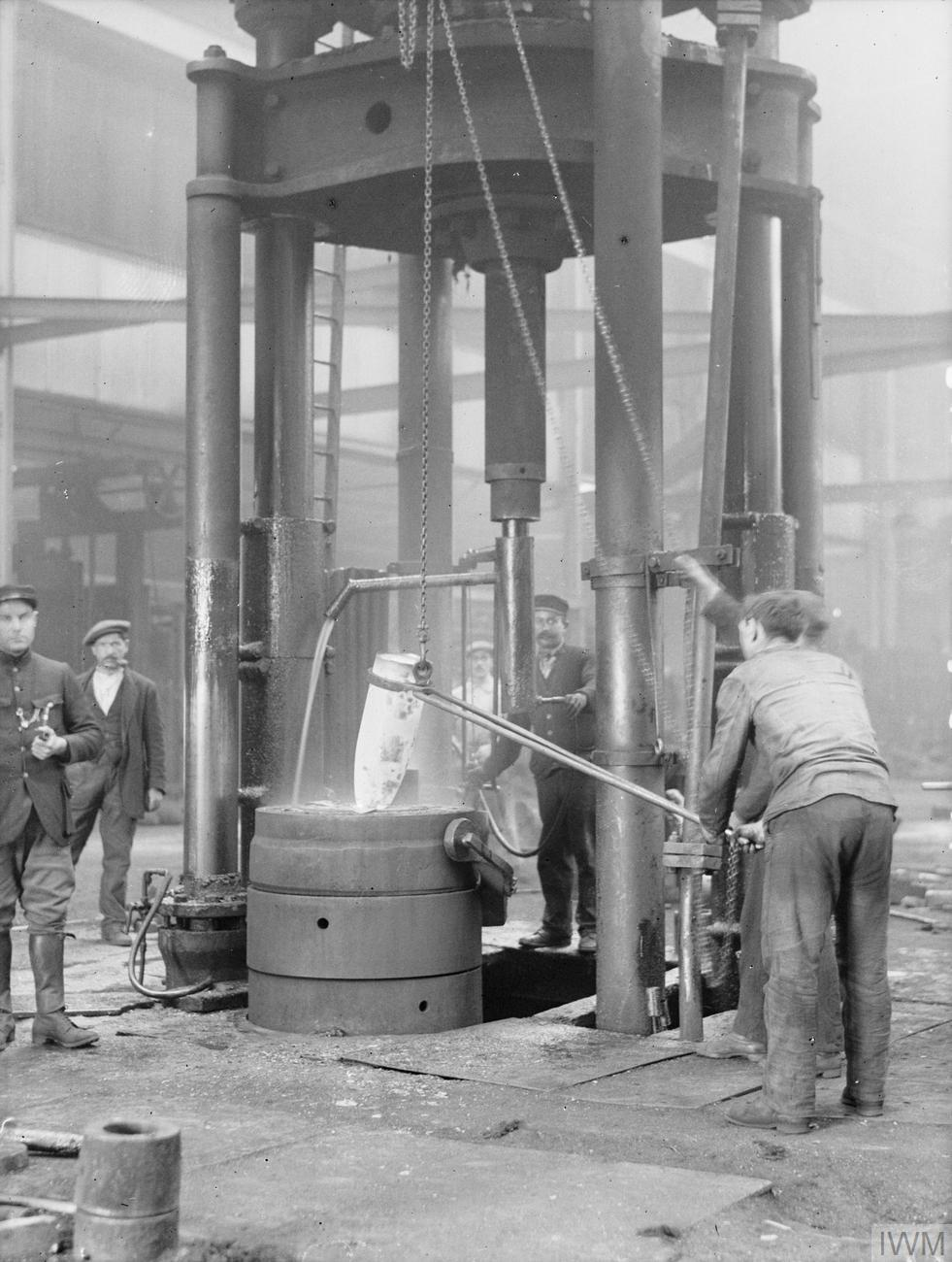
Беженцы из Бельгии за работой на производстве артиллерийских снарядов

Общий объём производства в Великобритании за время войны снизился на 10 %, однако в некоторых отраслях промышленности, к примеру, в сталелитейной, отмечался рост. Хотя в определённый период страна столкнулась с дефицитом артиллерийских снарядов, это было связано с большим объёмом правительственного заказа в начальный военный период, который не учитывал имевшиеся производственные мощности, а не с неэффективным производством. В 1915 году вновь созданное министерство вооружения занялось контролем производства боеприпасов, в чём и преуспело. В апреле 1915 года около 2 млн снарядов отправилось во Францию, к концу войны эта цифра возросла до 187 млн. Годовой довоенный объём производства лёгких боеприпасов к 1918 году производился за четыре дня. В 1914 году в авиастроительной области было задействовано 60 тысяч мужчин и женщин, к 1918 году в этой области трудилось более 347 000 человек.
В декабре 1917 года в военном кабинете был сформирован комитет по трудовым ресурсам. Бельгийские беженцы смогли устроиться на работу, хотя порой к ним относились негативно, поскольку они занимали британские рабочие места. Подобное отношение было и к ирландцам, освобождённым от воинской повинности. Будучи недовольными заменой квалифицированной рабочей силы неквалифицированной, вызванной привлечением внешних групп в состав работоспособного населения, кое-где рабочие пытались организовать забастовки. Добровольные соглашения, заключённые с профсоюзами на ранних этапах войны, в дальнейшем вылились в закон о военных вооружениях июня 1915 года, наложили ограничения на скорость перехода рабочих с одной работы на другую.

## Изменения в обществе
В ходе войны в стране неоднократно отмечалась существенная нехватка трудоспособных мужчин, вследствие чего традиционные мужские функции легли на плечи женщин. В первую очередь, это касалось оружейной отрасли промышленности, хотя это стало заметно ближе к концу войны, поскольку работодатели всегда предпочитали безработных мужчин. Профсоюзы оружейных фабрик также поначалу препятствовали трудоустройству женщин. Множество женщин поступило на государственную службу Его Величества, где заняли должности мужчин, позволив последним уйти на фронт. Количество женщин задействованных в госаппарате выросло с 33 000 в 1911 году до 102 000 к 1921 году. Общее увеличение числа трудоустроенных женщин в военное время составило 1,4 миллиона человек — с 5,9 до 7,3 миллиона. Членский состав женских профсоюзов вырос на 160 % — с 357 000 человек в 1914 до более миллиона в 1918 году. По окончании войны многие женщины были вынуждены уволиться, чтобы освободить свои рабочие места мужчинам, возвращавшимся с фронта. Трудовые соглашения между женскими профсоюзами и работодателями определяли срок их действия «на время войны».

Агитационный плакат Женской земледельческой армии

На начальных этапах Первой мировой британское правительство поручало женщинам задачи, служившие продолжением их традиционных ролей, к примеру, в организации помощи бельгийским беженцам или в способствовании проведению вербовки мужчин в армию. С этой миссией справлялся так называемый Орден Белого пера (белое перо, в знак трусости, выдавалось мужчинам, которые не пошли в армию), и организовывавшие продуктовые посылки мужчинам на фронте. В феврале 1916 года появились первые инициативные группы, вовлекавшие женщин в сельскохозяйственные работы. А в марте 1917 года была создана Женская земледельческая армия, специализировавшаяся на этом роде деятельности. Однако её члены получали меньшее жалование, чем их коллеги-мужчины. По подсчётам министерства торговли, к 1918 году в сельском хозяйстве страны было задействовано 148 000 женщин, хотя бытовала и цифра в приблизительно 260 000 человек.
Война расколола британское движение суфражисток. Основная масса приверженцев движения, в виде Женского социалистического и политического союза, во главе с Эммелин Панкхёрст и её дочерью Кристабель, поддерживали правительственную линию, проводили манифестации за права женщин служить своему отечеству наравне с мужчинами. Более радикальное крыло движения, Женская суфражистская федерация, под предводительством другой дочери Эммелин — Сильвии Панкхёрст — дистанцировалось от остальных, выражало своё неприятие войны, некоторые члены организации укрывали у себя лиц, уклонявшихся от призыва.
Женщинам было разрешено служить в вооружённых силах страны, и к концу войны около 80 000 женщин служили в британской армии, на должностях, не связанных напрямую с боевыми действиями, такими, как медсёстры и повара.
По окончании войны миллионы демобилизованных солдат, возвращавшихся на родину, всё ещё не обладали правом голоса. Такое положение вещей ставило политическую элиту в затруднительное положение, ведь люди, сражавшиеся за сохранение существовавшей демократической государственной системы, не могли голосовать на выборах. Закон о народном представительстве, подписанный королём в феврале 1918 года, был призван решить эту проблему, предоставив избирательное право всем взрослым мужчинам — главам семейств старше 21 года. Закон также наделял правом голоса женщин старше 30 лет, проходивших по минимальному имущественному цензу. Эта акция преподносилась как признание вклада женщин-работниц оборонных предприятий. Позднее, в том же году, вышел закон о женском парламентском цензе, позволявший женщинам старше 30 лет становиться членами британского парламента.
Подводя итог, можно сказать, что в ходе войны и после её окончания были ликвидированы некоторые социальные барьеры, сформированные во время Викторианской и Эдвардианской эпох.

## Потери

Агитационный плакат благотворительного фонда по сбору средств в пользу валлийских солдат

В послевоенной публикации военного министерства «Statistics of the Military Effort of the British Empire During the Great War 1914—1920», изданной в марте 1922 года, официально числится погибшим 908 371 солдат. Этот отчёт не делил жертвы войны на более подробные категории и охватывал как погибших в ходе боевых действий, так и умерших от ран либо в плену, а также пропавших без вести. В то же время, в книге приведены сведения по основным колониям и доминионам Британской империи. Так, Соединённое королевство Великобритании и Ирландии потеряло в ходе войны 704 121 человека, Британская Индия — 64 449 человек, Канада — 56 639 человек, Австралия — 59 330 человек, Новая Зеландия — 16 711 человек и, наконец, Южно-Африканский Союз — 7121 человека. Потери Королевского военно-морского флота (включая Королевскую военно-морскую авиационную службу, числившуюся в составе флота до 31 марта 1918 года) также вынесены особо и составляют 32 287 человек погибшими и пропавшими без вести. Торговый флот потерял 14 661 человека. Цифры по Королевскому лётному корпусу и наследовавшим ему Королевским ВВС — в отчёте не приведены вовсе.
Следующая заметная публикация вышла в 1931 году и называлась «Casualties and Medical Statistics of the Great War», являясь последним томом серии «Medical History of the War». В книге жертвы армии Британской империи в Первой мировой подразделены по причинам смерти. В итоге, всеобщие потери в период с 1914 по 1918 годы составляли 876 084 человека, из которых 418 361 человек убит в бою, 167 172 умерло от ран, 113 173 человека умерло вследствие заболеваний или травм, 161 046 пропало без вести и считаются погибшими, 16 332 человека умерло в плену.
Показатель смертности среди гражданского населения составил 292 000 человек и включал в себя 109 000 погибших из-за нехватки продовольствия и 183 577 жертв эпидемии испанского гриппа. Отчёт военного министерства 1922 года упоминал погибшими вследствие авианалётов и морского обстрела побережья 1260 человек гражданских лиц и 310 человек военнослужащих Соединённого Королевства. Потери в море от действий вражеских подводных лодок составили 908 штатских и 63 рыбака.

## Память
В течение нескольких лет после окончания войны, в местах былых боёв, были заложены сотни воинских кладбищ и мемориалов. Для их организации, учёта и опеки ещё во время войны была учреждена Имперская комиссия по уходу за военными захоронениями. В её основе стояло межправительственное соглашение шести стран Британской империи: Великобритании, Канады, Австралии, Новой Зеландии, Индии и ЮАС. Сейчас на попечении комиссии Содружества наций по уходу за военными захоронениями (современное название данной организации) находятся около 2500 кладбищ в 150 странах мира. В разработке типового дизайна мемориалов комиссии приняли ведущие архитекторы того времени: Герберт Бейкер, Реджинальд Бломфельд и Эдвин Лаченс. Так появились стандартные элементы воинских кладбищ комиссии: жертвенный крест и камень поминовения. Автором первого элемента был Бломфельд, как правило, крест устанавливается на кладбищах, состоящих из 40 могил и больше. Камень поминовения является центральным объектом кладбищ от 1000 могил и больше. Он был создан по проекту Эдвина Лаченса. Ключевая деталь камня — надпись-посвящение «Их имена будут жить вечно». Она была внесена по предложению Редьярда Киплинга, потерявшего на этой войне единственного сына.

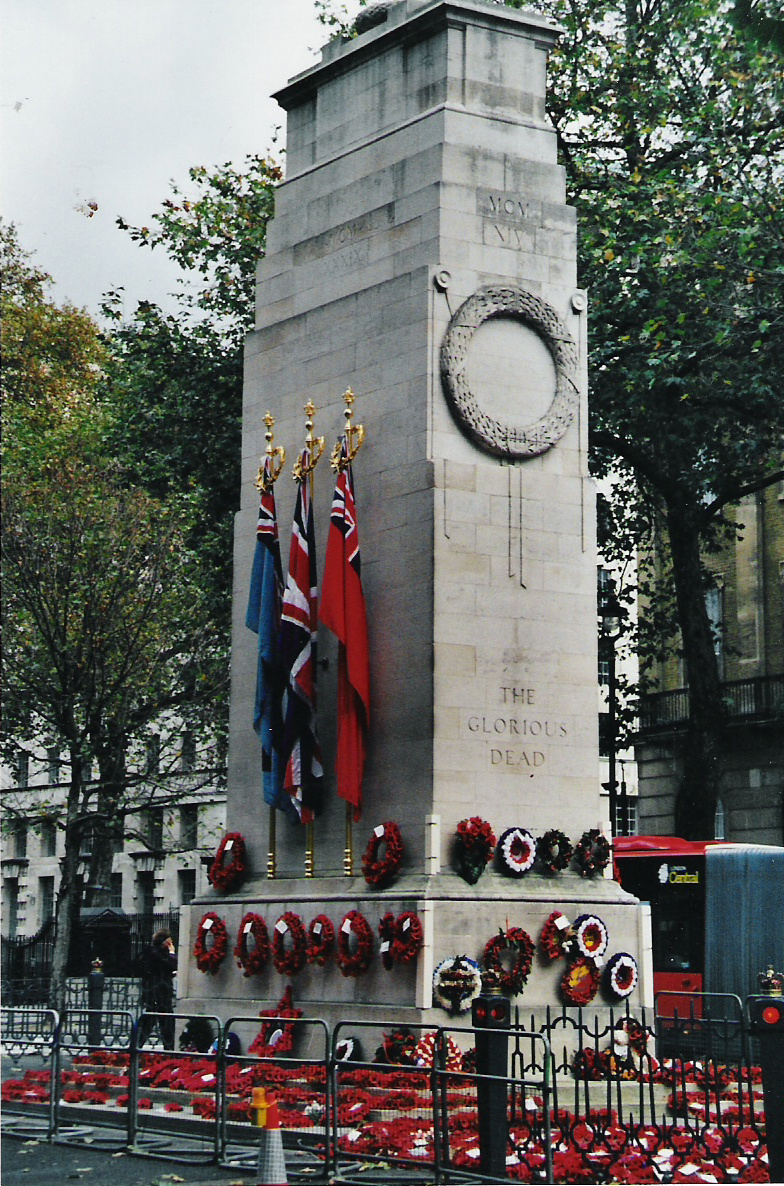
Лондонский кенотаф в День поминовения

В Великобритании, как и во многих других странах Содружества наций, широко отмечается день подписания Компьенского перемирия, завершившего Первую мировую войну. В странах Содружества распространено сразу несколько названий этого праздника: День поминовения, День перемирия, День ветеранов, День маков. Королевский указ о проведении торжественных мероприятий в этот день был подписан Георгом V 7 ноября 1919 года. Символом праздника является красный поминальный мак. Этот образ был взят из поэмы Джона Маккрея «На полях Фландрии» и ассоциируется с цветами мака, покрывавшими поля самых отчаянных сражений во Фландрии. Ярко-красный цвет праздничной символики связывается с пролитой кровью жертв войны. Существует традиция ношения бутоньерок в виде красных маков, на лацкане, в петлице пиджака или другой верхней одежды. Ей следуют как рядовые граждане, так и королевская семья, представители политической элиты страны и общественные деятели. Символами мака в эти дни украшаются общественный и личный транспорт, газеты.

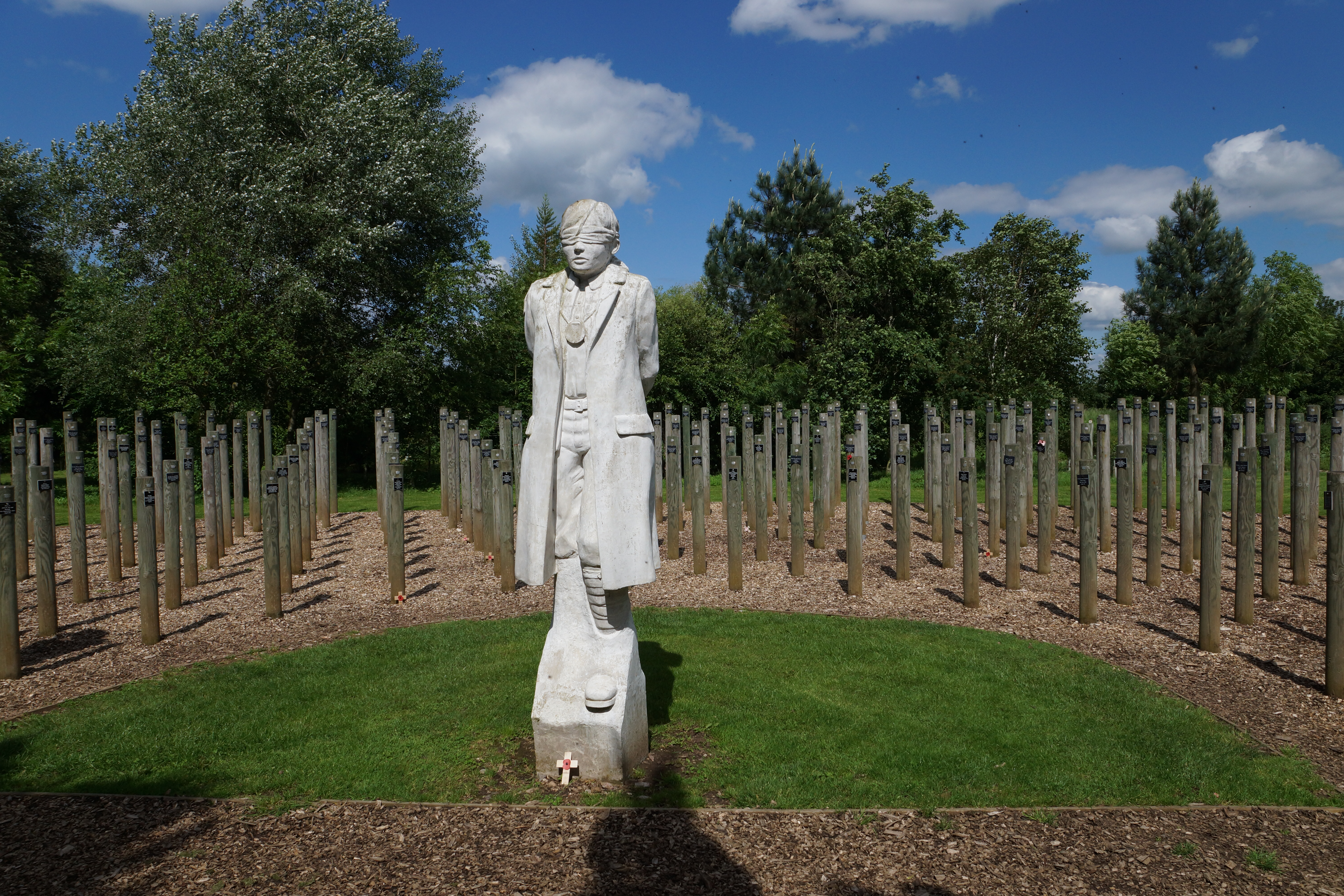
«Памятник павшим на рассвете» в Национальном дендрарии рядом с общиной Олривас, в Стаффордшире. Поставлен в 2001 году в память о солдатах, которые были расстреляны по решению военно-полевых судов во время Первой мировой войны за дезертирство и другие преступления.

Формально считается, что боевые действия были завершены в 11 часов утра одиннадцатого дня одиннадцатого месяца, то есть 11 ноября. В это время по всей территории Соединённого Королевства воцаряется минута молчания. Хотя основные мероприятия проходят в ближайшее к этому дню поминальное воскресенье. Они включают в себя церемонии возложения маковых венков к многочисленным памятникам и мемориалам, связанным с войной. Главная церемония проходит в центре Лондона, в Уайтхолле. В ней участвуют первые лица государства, лидеры основных политических партий, представители духовенства основных британских конфессий, высшие чины всех родов войск, представителей торгового флота, береговой охраны и других служб. Члены королевской семьи шествуют мимо Форин-офиса к кенотафу. После чего все присутствующие дожидаются, когда Биг-Бен пробьёт 11 часов утра, затем следует пушечный выстрел Королевской конной артиллерии и наступает двухминутная тишина. По окончании минуты молчания, под звуки горнов, королева и старшие члены королевской семьи возлагают венки к подножью кенотафа, за ними следуют остальные участники процессии. Торжественная часть завершается всеобщим исполнением государственного гимна.
До 2008 года включительно в столичной церемонии принимали участие последние британские ветераны Первой мировой войны: Билл Стоун, Генри Эллингем и Гарри Пэтч. Они были представителями разных родов войск. Стоун служил во флоте, Эллингем был авиатором, а Пэтч — пехотинцем. Все трое скончались в 2009 году.

## Последствия
Война нанесла экономике Великобритании тяжёлый ущерб. Из крупнейшего в мире иностранного инвестора она превратилась в одного из самых больших должников, выплаты по процентам составляли до 40 % государственных расходов. Уровень инфляции увеличился более чем в два раза за период с 1914 года до 1920 года (когда инфляция достигла своего пика). Покупательская способность фунта стерлинга упала на 61,2 %. Немецкие репарации, поступавшие в виде бесплатного каменного угля, привели к кризису собственной угольной промышленности и стали одной из причин всеобщей забастовки 1926 года. Заграничные частные капиталовложения в ходе войны были проданы, принеся 550 миллионов фунтов прибыли. С другой стороны, объём новых инвестиций за этот период составил 250 миллионов фунтов. Таким образом, объём финансовых вложений во время войны уменьшился на 300 миллионов фунтов. Материальные потери были относительно небольшие: наиболее существенной утратой стали 40 % британского торгового флота, потопленного немецкими подводными лодками в военное время. Число кораблей было почти полностью восстановлено к 1918 году, а полностью — по окончании войны. Формулируя вывод об экономическом ущербе, военный историк Коррелли Барнетт отмечал, что «объективная истина заключается в том, что Великая война не нанесла критического экономического урона Британии…», война лишь «психологически искалечила британцев».
Перенесённые потери и потрясения нанесли британскому обществу глубокие психологические шрамы. Оптимизм 1900-х исчез полностью, молодёжь, прошедшая через поля сражений, вошла в историю как «Потерянное поколение», которое так никогда и не оправилось от пережитого. Перепись населения 1921 года проявила послевоенную демографическую ситуацию в стране. По данным переписи 19 803 022 женщинам Англии и Уэльса соответствовало только 18 082 220 мужчин. Сложившуюся разницу в 1,72 миллиона в газетах нарекли «двухмиллионный излишек». В 1921 году на 1209 женщин в возрасте от 25 до 29 лет приходилось лишь 1000 мужчин-ровесников. К 1931 году (год проведения следующей переписи населения в Соединённом Королевстве) 50 % этих женщин были по-прежнему не замужем, а 35 % так никогда и не вышли замуж.
Менее определённым, но всё же существенным изменением можно считать рост национального самосознания доминионов Британской империи. Такие битвы, как Галлиполийская кампания для Австралии и Новой Зеландии и сражение за хребет Вими для Канады, стали примерами для национальной гордости и, вместе с тем, определили стремление доминионов к большей самостоятельности и уменьшению зависимости от Соединённого Королевства. Эти сражения, как правило, рассматриваются национальной пропагандой как символы их могущества в ходе войны. Кроме того, война подстегнула развитие скрытого национализма в британских колониях и подмандатных территориях, где население попыталось реализовать свои стремления к самоопределению, по образцу и подобию вновь образованных стран Восточной Европы. В итоге Британия столкнулась с беспорядками в Ирландии (1919—1921), Индии (1919), Египте (1919—1923), Палестине (1920—1921) и Месопотамии (1920). Единственной территориальной потерей британской короны стала Ирландия, где задержка ввода в действие Гомруля вкупе с Пасхальным восстанием 1916 года и неудачной попыткой проведения принудительного набора в армию спровоцировали рост сепаратистских настроений в регионе, что привело, в конечном итоге, к началу Ирландской войны за независимость в 1919 году.
По результатам войны колонии поверженных Германской и Османской империй перешли в подчинение странам Антанты по мандатам Лиги Наций. После заключения Версальского мирного договора Соединённое Королевство расширило свои владения на 4 700 000 км² и получило 13 миллионов новых подданных. В итоге Великобритания получила контроль над Палестиной и Трансиорданией, Месопотамией, частями Камеруна и Того, а также Танганьикой. Таким образом, Британская империя достигла предела своего территориального развития.